# Warnemünde
Das Ostseebad Warnemünde (niederdeutsch Warnemünn), offiziell Seebad Warnemünde, ist ein Ortsteil im Norden der Hansestadt Rostock in Mecklenburg-Vorpommern. Gemeinsam mit dem Ortsteil Diedrichshagen bildet es den Stadtbereich Warnemünde.
Die Warnow mündet hier in die Ostsee und gab Warnemünde seinen Namen, es wurde 1195 erstmals in dänischen Urkunden erwähnt. Seit 1323 gehört es zu Rostock. Für Jahrhunderte war Warnemünde vor allem ein kleiner Hafen- und Fischerort, bis um 1821 der touristische Badebetrieb begann. Mit seinem bis zu 150 Meter breiten Sandstrand verfügt das Seeheilbad über den breitesten Sandstrand der deutschen Ostseeküste.
Jeden Sommer finden im Ortsteil die Warnemünder Woche und die Hanse Sail statt, die jeweils etwa eine Million Besucher anziehen. Zudem ist Warnemünde Deutschlands bedeutendster Kreuzfahrthafen.

## Geschichte
Der Baustil der Häuser am Alten Strom lässt darauf schließen, dass deren ersten Bewohner Friesen und Niedersachsen waren, die nach der Vertreibung der Slawen ab 1100 hier ansässig wurden und das Dorf Warnemünde gründeten. Die Bebauung und der mittelalterliche Stil der Häuser, die sich südlich der Bahnhofsbrücke befinden, haben sich bis heute erhalten.

Zustand Warnemündes und des Breitlings im Vergleich zum Ende des 19. Jahrhunderts

Historisch gab es nicht nur das Warnemünde westlich des Alten Stroms. Dieses war auch nicht der ursprüngliche Stadthafen Rostocks, denn dieser befand sich weiter östlich; die genaue Position ist nicht bekannt. Die Rostocker erhielten bereits am 12. Oktober 1264 die Hoheit darüber, Jahrzehnte vor der Eingemeindung des fürstlichen Warnemündes im Westen.

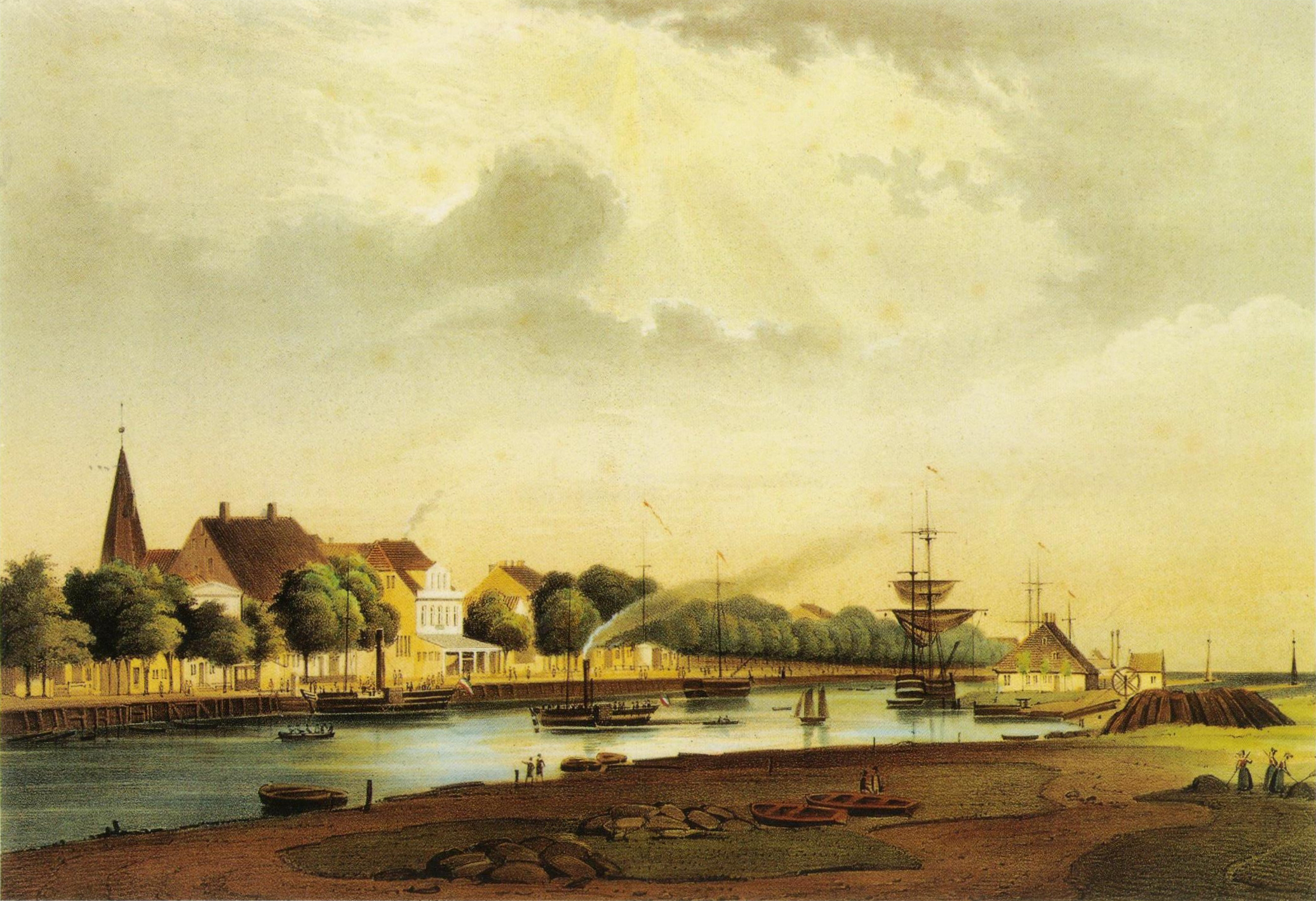
Warnemünde im Jahr 1830

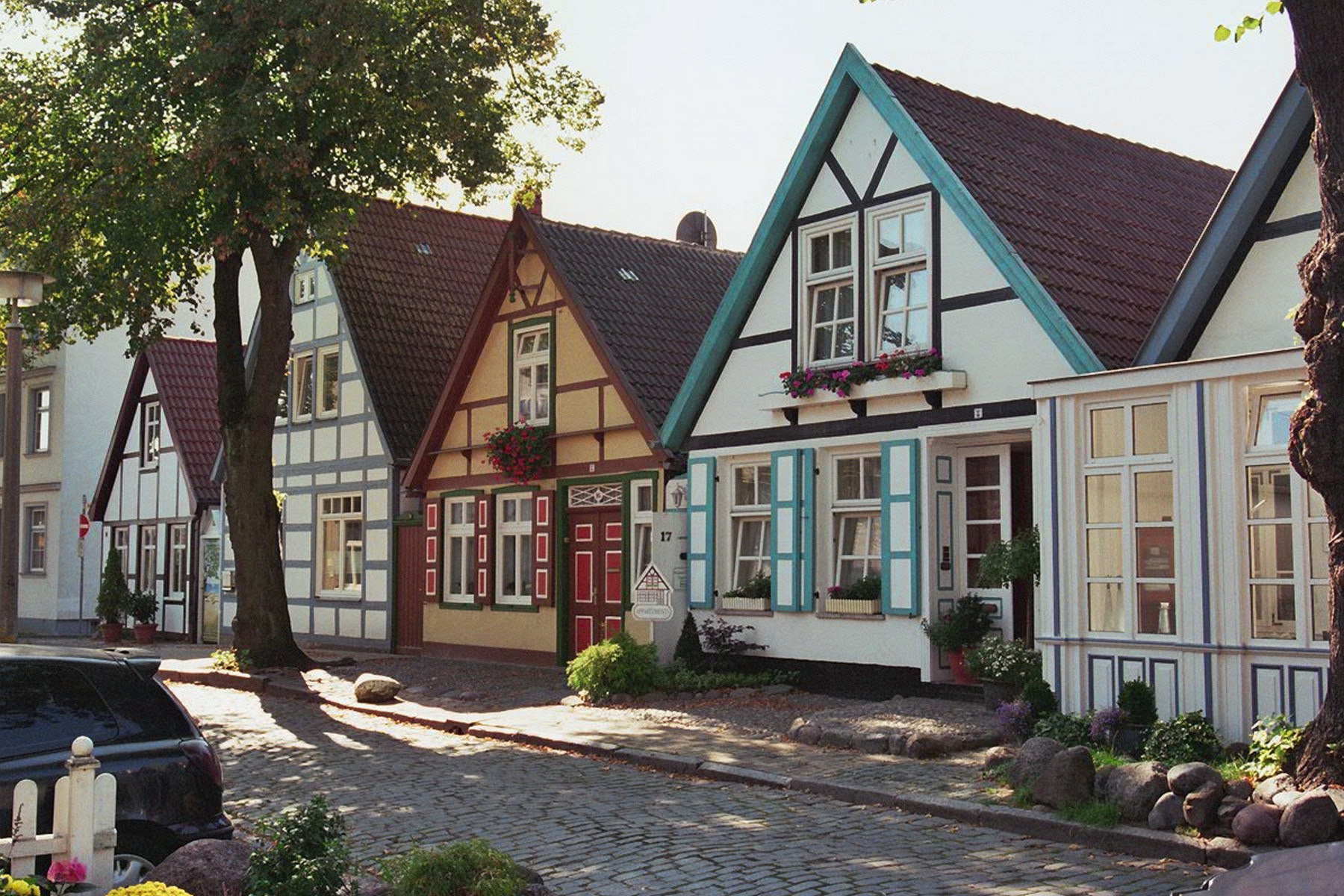
„Achterreeg“ (Hinterreihe): Häuser in der Alexandrinenstraße

Die Stadt Rostock erwarb dann am 11. März 1323 das um 1200 entstandene Dorf Warnemünde, um sich den Zugang zum Meer zu sichern. Bis ins 20. Jahrhundert war dieses Küstendorf an der Warnowmündung eine nicht mit dem Stadtgebiet verbundene Exklave von Rostock und noch bis in das 19. Jahrhundert ein recht armes Fischerdorf, das von dem Reichtum der Hansestadt wenig profitierte. Allerdings wird die Bedeutung Warnemündes als wichtiger Handelspunkt im Norden im Folgenden deutlich: Im Jahre 1288 sorgte die Stadt Rostock für die Instandhaltung des Warnemünder Hafens, indem sie einen Vertrag mit dem Patrizier Rötger Horn schloss. Dieser verpflichtete sich, die Hafeneinfahrt über fünf Jahre hinweg auf einer Tiefe von 12 Fuß zu halten. Im Gegenzug bewilligte ihm die Stadt 100.000 Ziegelsteine und versprach, ihn für seine Arbeit mit 400 Mk. Silber oder 1.350 Mk. Pfennige zu entlohnen.
Die Bebauung beschränkte sich bis ins 19. Jahrhundert auf die Straßen Vöörreeg (plattdeutsch: Vorderreihe, heute Am Strom) und Achterreeg (plattdeutsch: Hinterreihe, heute Alexandrinenstraße), die beide parallel zum (Alten) Strom, dem damaligen Abfluss der Warnow in die Ostsee, liegen.

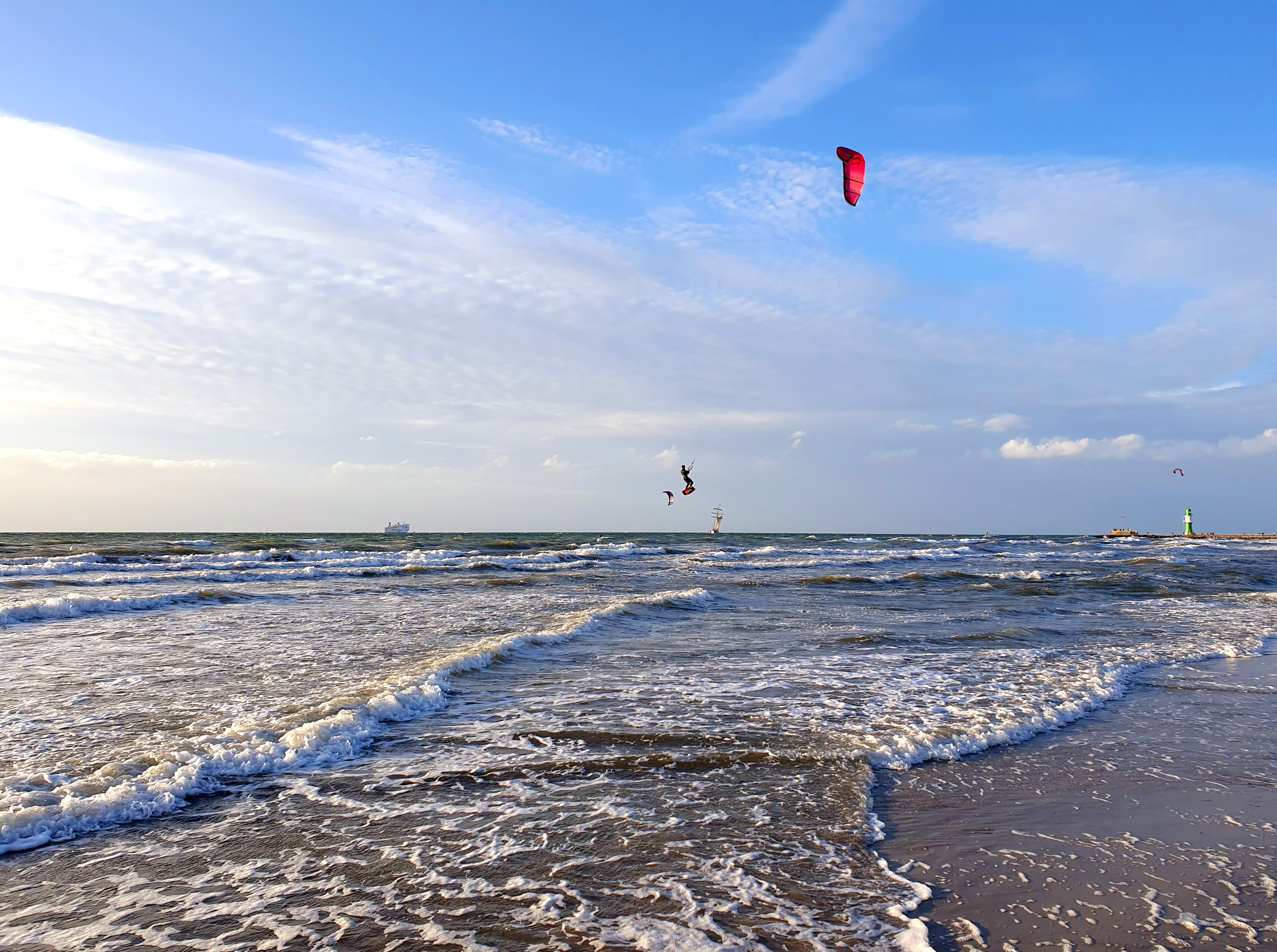
Kitesurfer am Strand von Warnemünde

Im 19. Jahrhundert gewann Warnemünde Bedeutung als Seebad (erstmals erwähnt 1821) und wuchs beträchtlich. So gab es 1834 bei 1.500 Einwohnern bereits 1.000 Badegäste. Zur Durchsetzung der Kontinentalsperre wurde 1812 das Fort Warnemünde errichtet. Ab 1889 brachte Warnemünde eine eigene Zeitung heraus.
Am 26. Juni 1886 wurden die Eisenbahnverbindung nach Rostock und Berlin und die Postdampferverbindung nach Gedser in Dänemark, zunächst mit den Raddampfern Kaiser Wilhelm und König Christian, eröffnet. 1903 eröffneten der neue Bahnhof jenseits des Alten Stroms und die Eisenbahnfähre Warnemünde–Gedser, die ab 1926 auch Autos beförderte. Seit 1971 steht direkt an der Strandpromenade das Hotel Neptun. 1996 wurde die von der DFO betriebene Fährlinie nach Gedser eingestellt. Sie wurde ersetzt durch die von Scandlines betriebene Fährverbindung Rostock–Gedser, deren Fähren im Seehafen Rostock ablegen. Seit 1990 hat sich Warnemünde zu dem neben Kiel bedeutendsten Kreuzfahrthafen Deutschlands entwickelt.

## Sehenswürdigkeiten und Kultur

### Alter/Neuer Strom

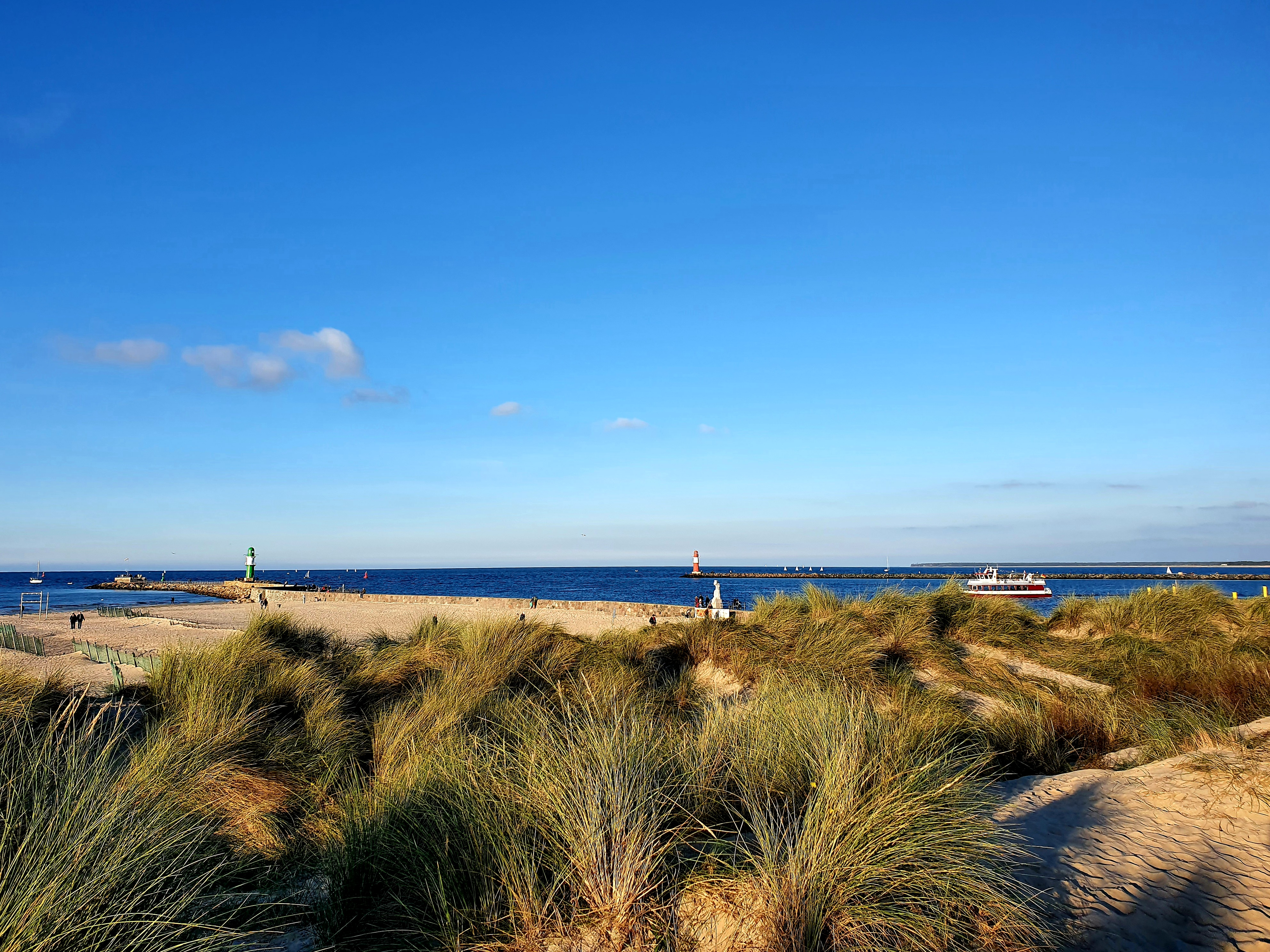
Blick von den Dünen auf die Hafeneinfahrt in die Warnow

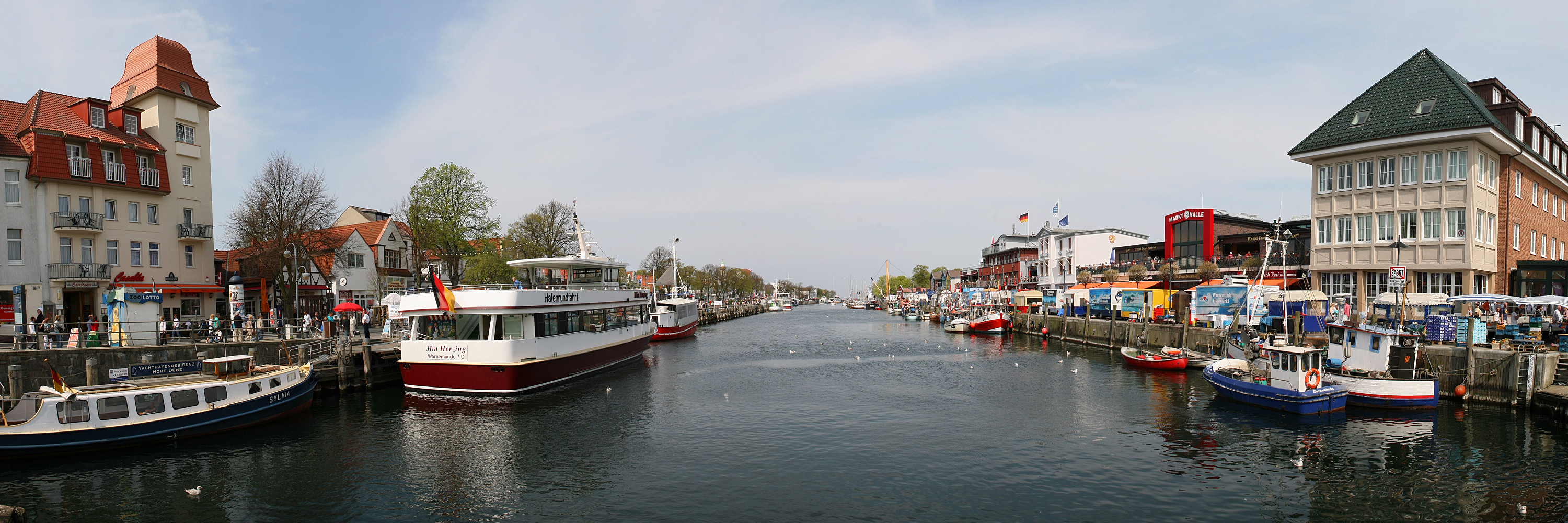
Der Alte Strom – Blick von der Bahnhofsbrücke Richtung Ostsee

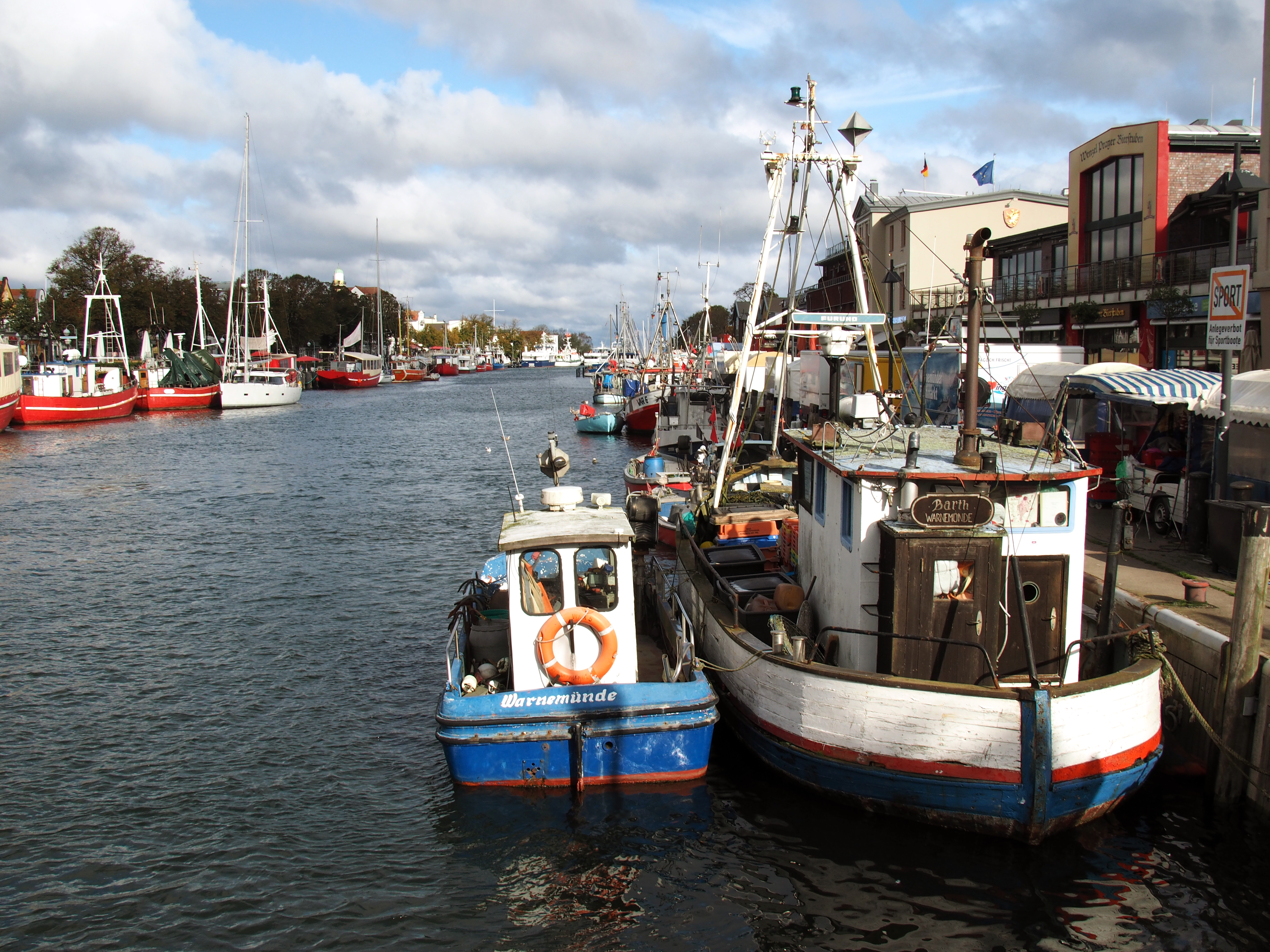
Fischerboote im Alten Strom

Am Alten Strom, dem ursprünglichen Mündungsarm der Warnow, befinden sich ein Fischereihafen, das Hotel Am Alten Strom, Restaurants, Cafés und Boutiquen. Dieser bereits seit 1423 existierende Wasserarm war über Jahrhunderte die Schifffahrtsverbindung zwischen der Ostsee und dem Rostocker Stadthafen. Wegen der Aufnahme des Fährverkehrs nach Dänemark wurde der Alte Strom 1903 von dem im Zuge des Hafenumbaus fertiggestellten Neuen Strom als Schifffahrtsverbindung zum Stadthafen abgelöst.  Über die drehbare Bahnhofsbrücke gelangt man vom Ortskern mit seinen alten, schmalen Gassen und der Kirche zur Bahnhofshalbinsel mit dem Bahnhof Warnemünde, der Mittelmole und dem Fischmarkt.
Auf der anderen (Ost)-Seite der Bahnhofshalbinsel, wurde beim Bau des Überseehafens 1960 östlich des Neuen Stroms der Seekanal als tiefere und breitere Hafeneinfahrt gebaut. Am Westufer des Neuen Stroms entstand der Passagierkai. An diesem Kai wurde 2005 ein modernes Passagierterminal für Kreuzfahrtschiffe eröffnet, das Warnemünde Cruise Center. Die alte Ostmole von 1903, die wie eine Insel  Neuen Strom und Seekanal trennte, wurde beim erneuten Ausbau der Hafeneinfahrt in den späten 1990er Jahren abgerissen. Der Neue Strom/Seekanal bildet heute den Mündungsarm der Unterwarnow in die Ostsee und die Einfahrt zu den Häfen von Rostock. Am Südende des Alten Stromes befindet sich lediglich ein Durchlass zur Warnow, um einen Wasseraustausch zu ermöglichen. Der Durchlass unterquert die Straße und die Eisenbahngleise zum Warnemünder Bahnhof.

### Bauwerke

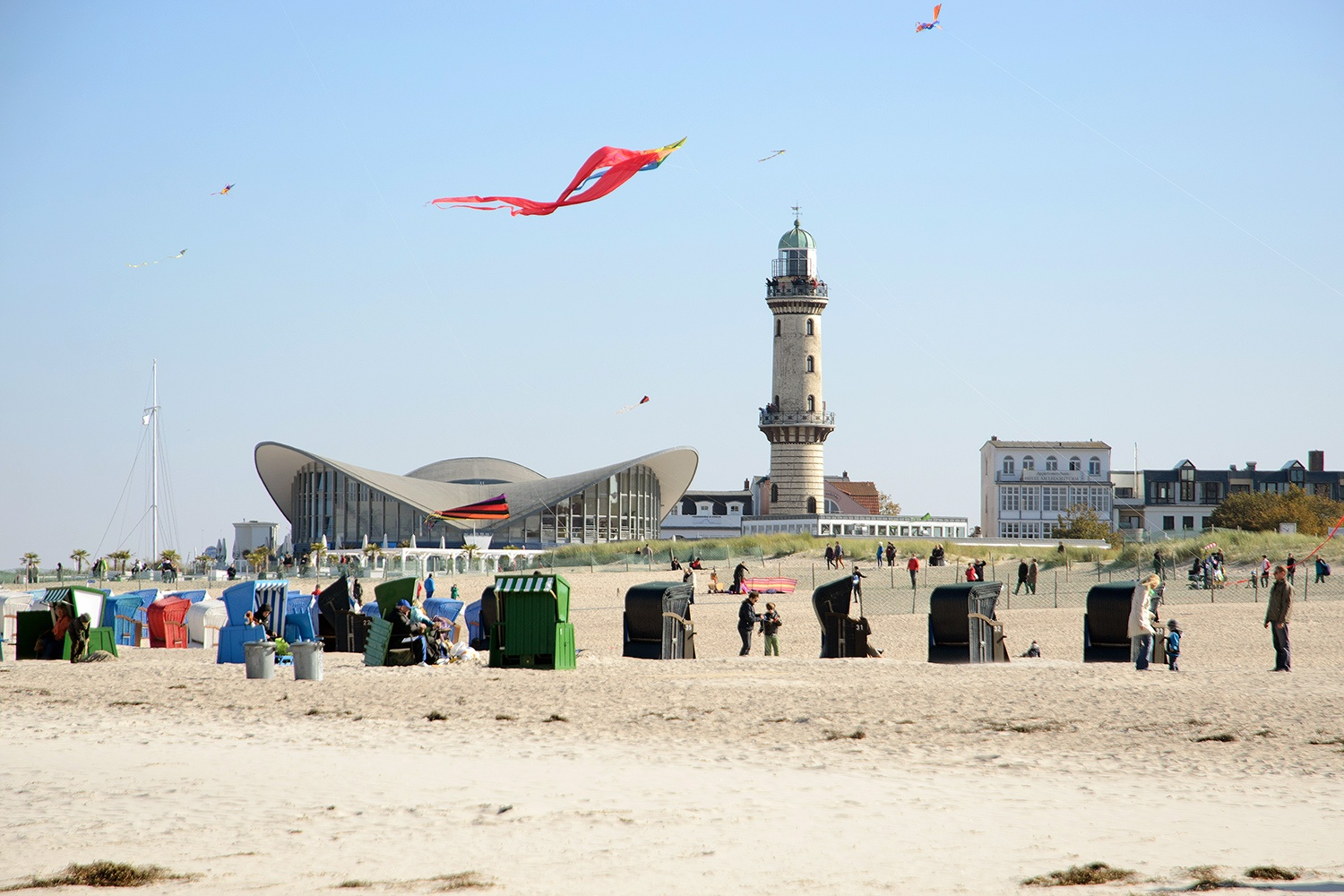
„Teepott“ und Leuchtturm (2013)

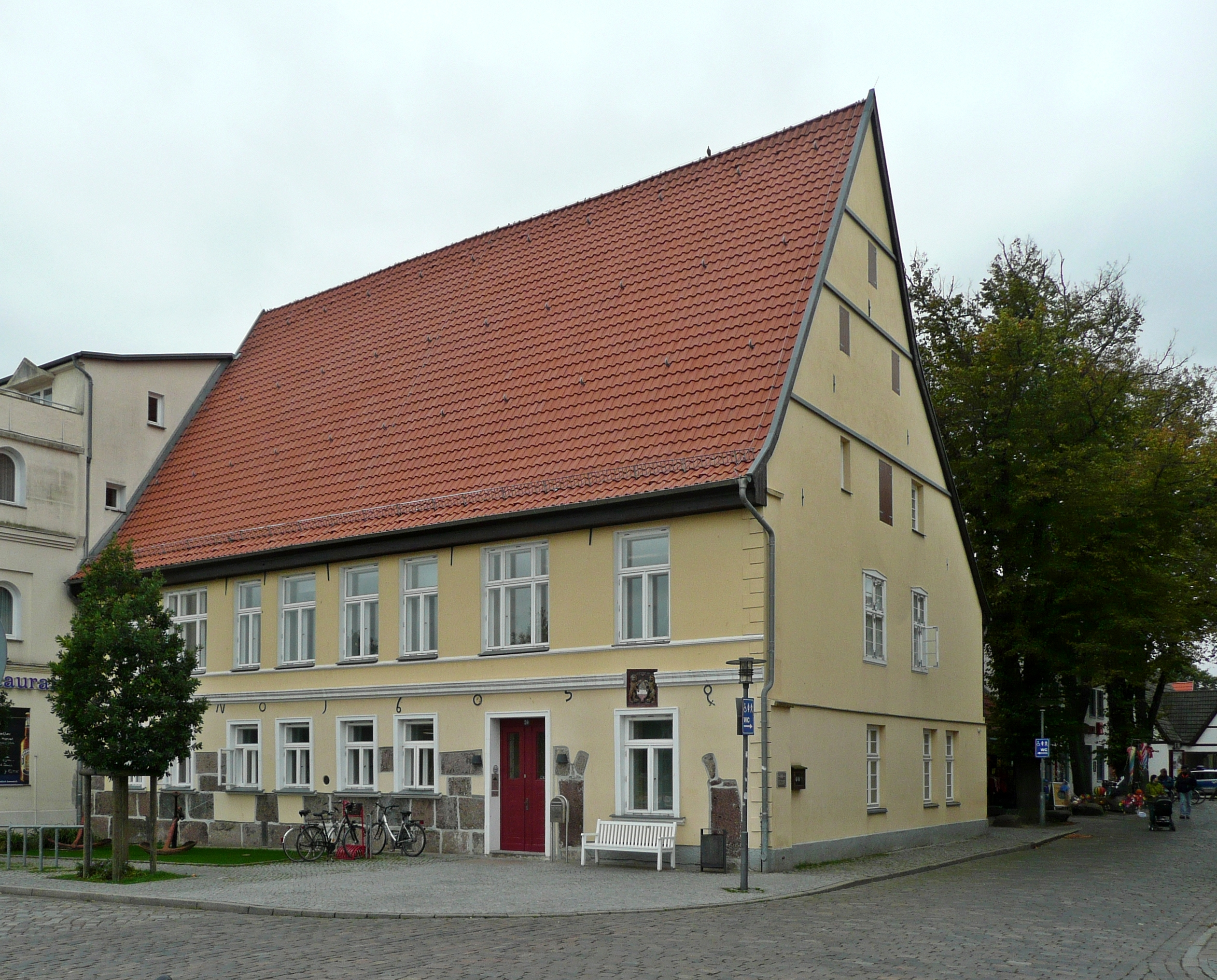
Warnemünder Vogtei (2010)

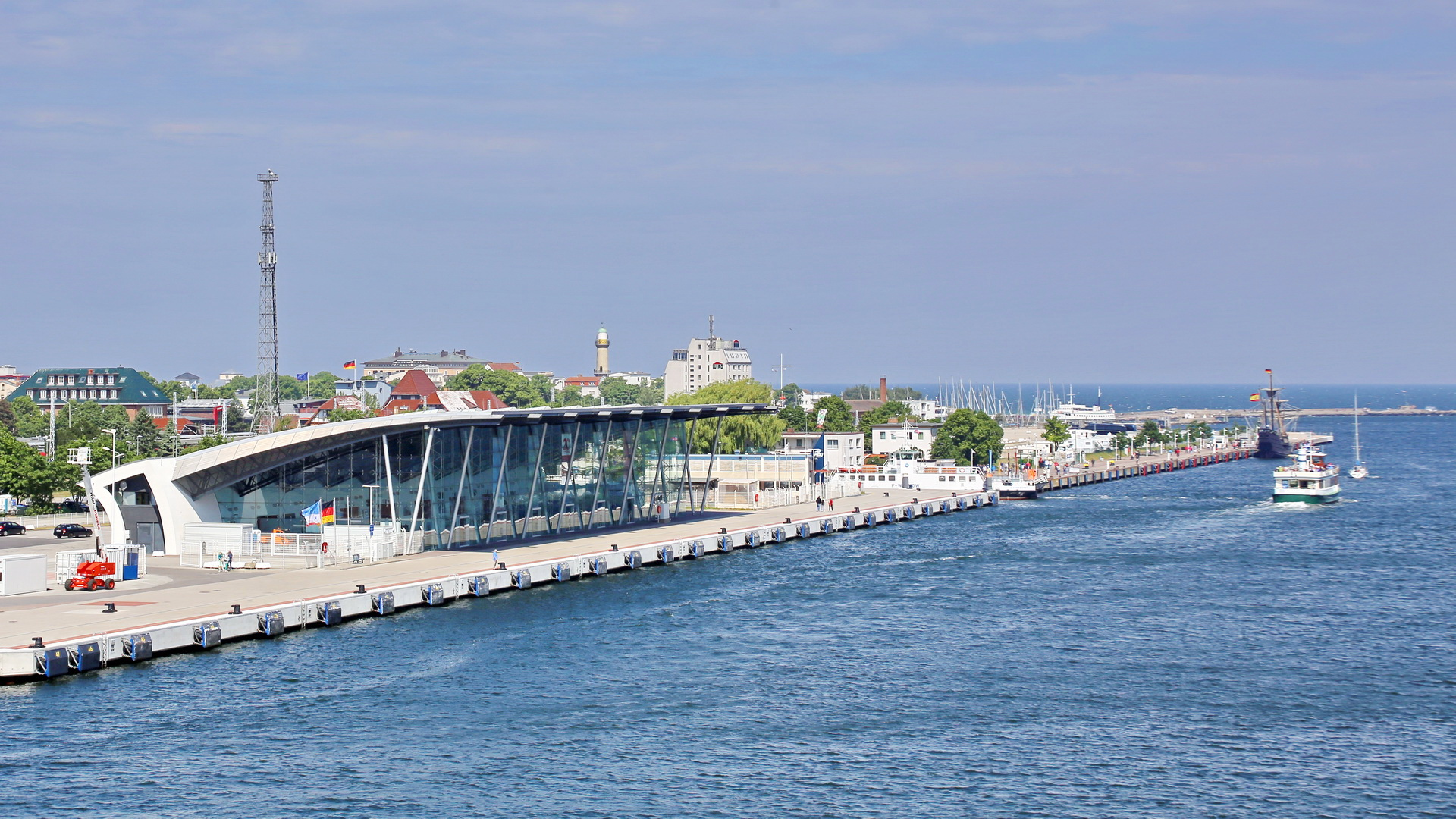
Warnemünde Cruise Center (2016)

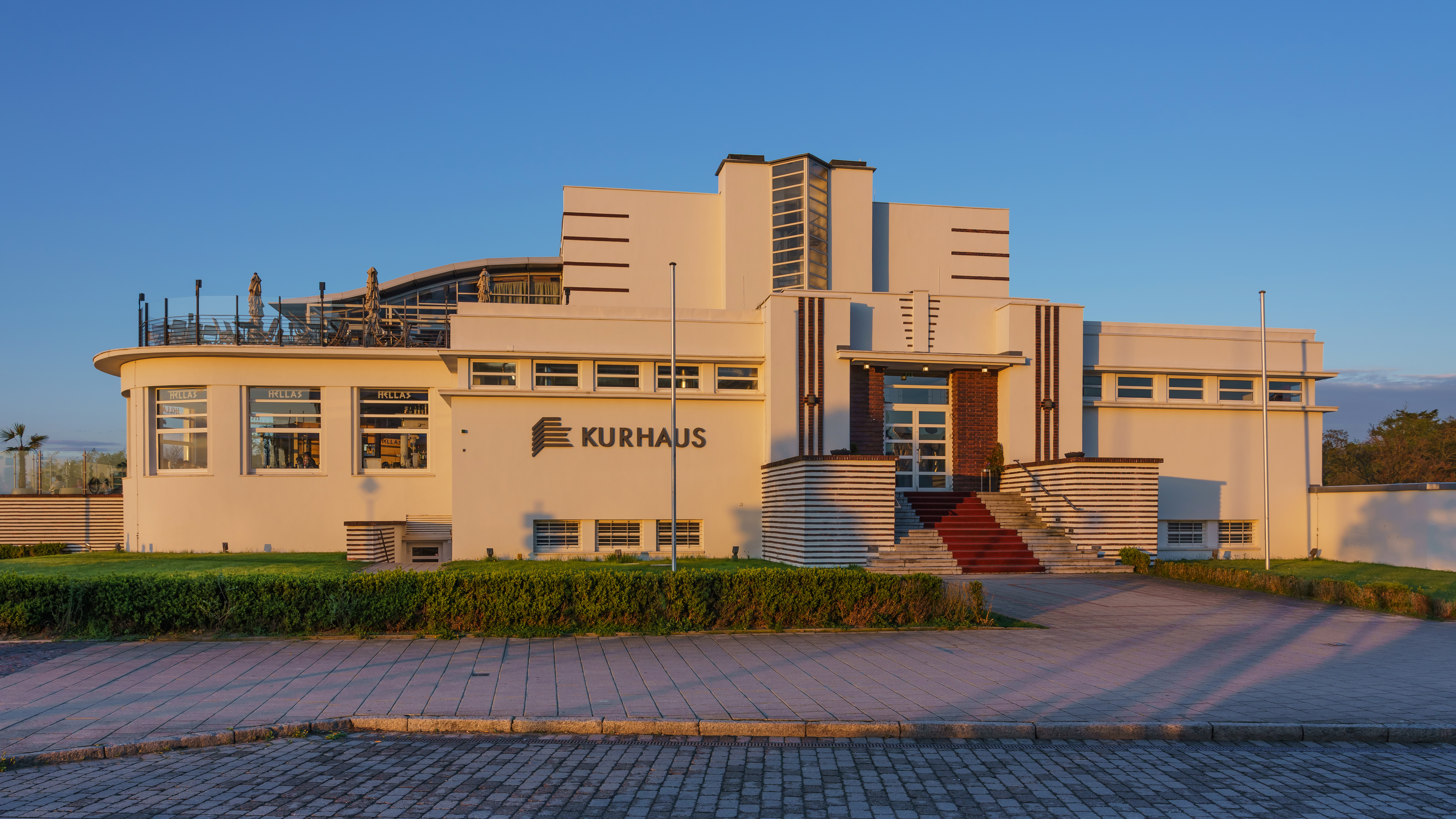
Kurhaus Warnemünde (2018)

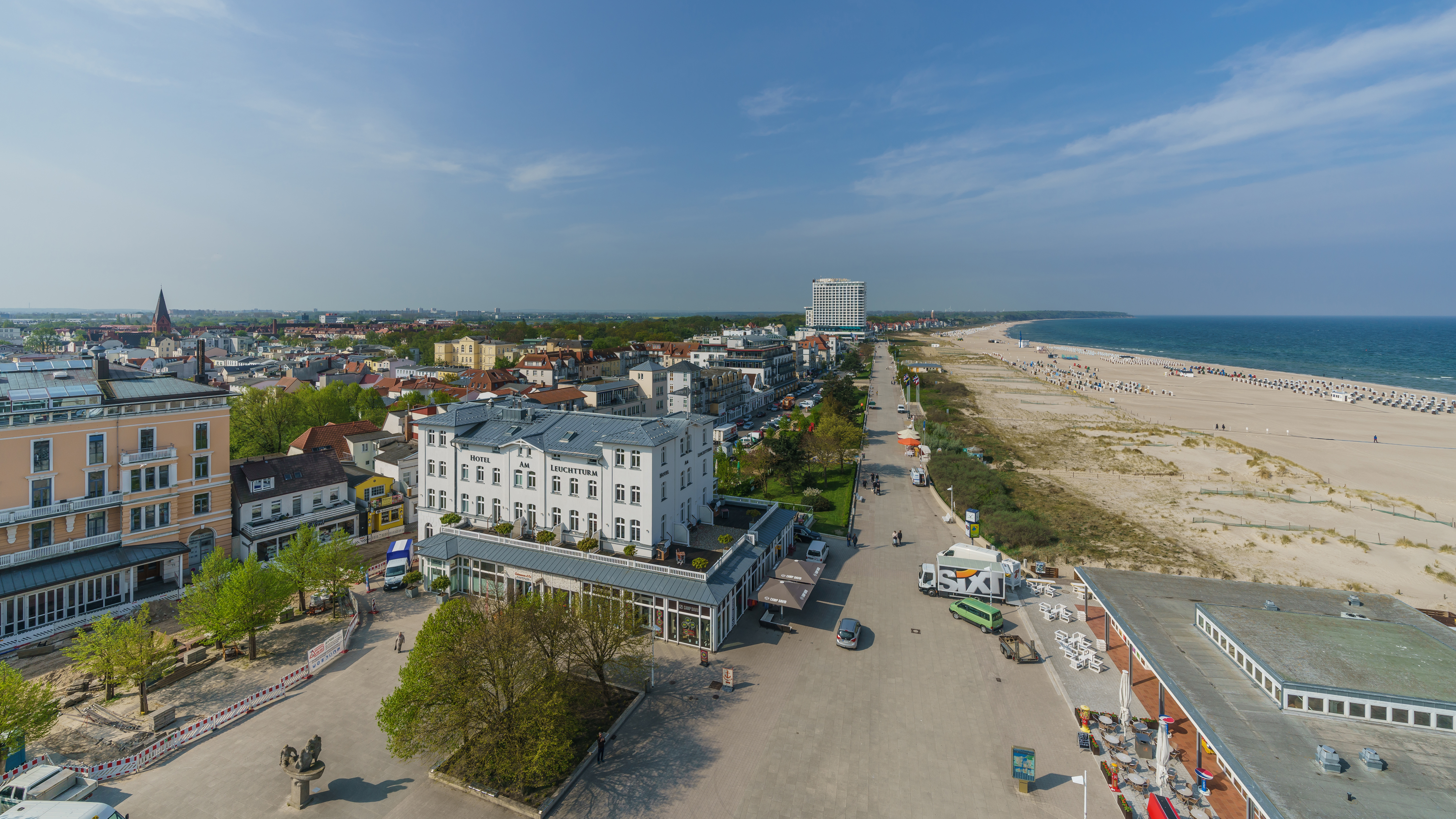
Seepromenade, im Hintergrund das Hotel Neptun (2018)

1897 erhielt Warnemünde seinen 37 Meter hohen Leuchtturm, der auch heute noch als Seezeichen genutzt wird. Zwischen April und Oktober können Touristen den Leuchtturm besichtigen und von beiden Aussichtsplattformen auf den Ort, die Ostsee und den Breitling blicken.
Der heutige „Teepott“ wurde von Ingenieur Ulrich Müther entworfen und 1968 erbaut. Das Bauwerk mit muschelförmigem Betondach wurde nach zehnjährigem Leerstand 2002 renoviert und beherbergt heute mehrere Restaurants. Es steht in unmittelbarer Nähe des Leuchtturms.
Das Gebäude der Warnemünder Vogtei ist das älteste erhaltengebliebene Haus in Rostock-Warnemünde. Es war ursprünglich das einzige Haus im Ort, das quer zur Warnow am Alten Strom stand. Alle anderen Häuser standen mit ihrem Giebel zur Warnow hin. Die Hausinschrift „Anno 1605“ ist irreführend; die bei der in den 1990er Jahren erfolgten Restaurierung gefundenen Grundfesten gehen bereits auf die Jahre um 1300 zurück.
Die Warnemünder Kirche wurde von 1866 bis 1871 im neugotischen Stil am damals westlichen Ortsrand errichtet, weil die alte, im gotischen Stil erbaute Kirche zu klein und baufällig geworden war. Die alte Kirche stand in der Nähe der früheren Warnemünder Vogtei. Einige Ausstattungsstücke der alten Kirche wurden in den Neubau übernommen, so z. B. der gotische Schnitzaltar, eine Skulptur des hl. Christophorus und die Kanzel. Ausgestellt sind auch ehemalige Warnemünder Hausmarken und zwei Votivschiffe.
Ab September 2005 wurde das Ostufer des Seekanals bei Hohe Düne mit einem modernen Yachthafen und einem ausgedehnten Hotelkomplex bebaut. Dorthin verkehren zwei gegenläufig arbeitende Autofähren.
Das Kurhaus Warnemünde an der Seestraße ist ein Restaurant- und Cafégebäude, das 1928 im Stil des Neuen Bauens erbaut wurde.
Die Spielbank Warnemünde war von 1998 bis zur Schließung im August 2013 im Kurhaus Warnemünde untergebracht.
In der Lesehalle, westlich vom Kurpark, befindet sich eine Zweigstelle der Rostocker Stadtbibliothek.
Das Heimatmuseum ist in einem 1767 erbauten Fischerhaus untergebracht. Es bietet auf einer Fläche von etwa 220 m² Exponate und Informationen über die Geschichte der Fischerei und Seefahrt, über das Lotsenwesen und die Seenotrettung, sowie über die Entwicklung zum Badeort.
Das Hotel Neptun ist ein an der Strandpromenade gelegenes Hotel, das 1971 eröffnet und in den 1990er Jahren modernisiert wurde.
In der Seestraße 12 wurde schon 1853 der Grundstein zum Hotel Hübner gelegt.
Die Molenfeuer Warnemünde sind zwei kleine Leuchttürme auf der Warnemünder Westmole (grün) und Ostmole (rot).
2017 wurde das von Holzer Kobler Architekturen, Zürich, entworfene Design Hostel Dock Inn eröffnet, das mit dem Deutschen Tourismuspreis 2017 ausgezeichnet wurde. Das markante Gebäude besteht aus 63 versetzt gestapelten Überseecontainern mit insgesamt 188 Betten.

### Denkmale
Siehe dazu die Liste der Baudenkmale in Rostock und die Liste der Denkmäler, Brunnen und Skulpturen in Rostock.

### Grün- und Parkanlagen

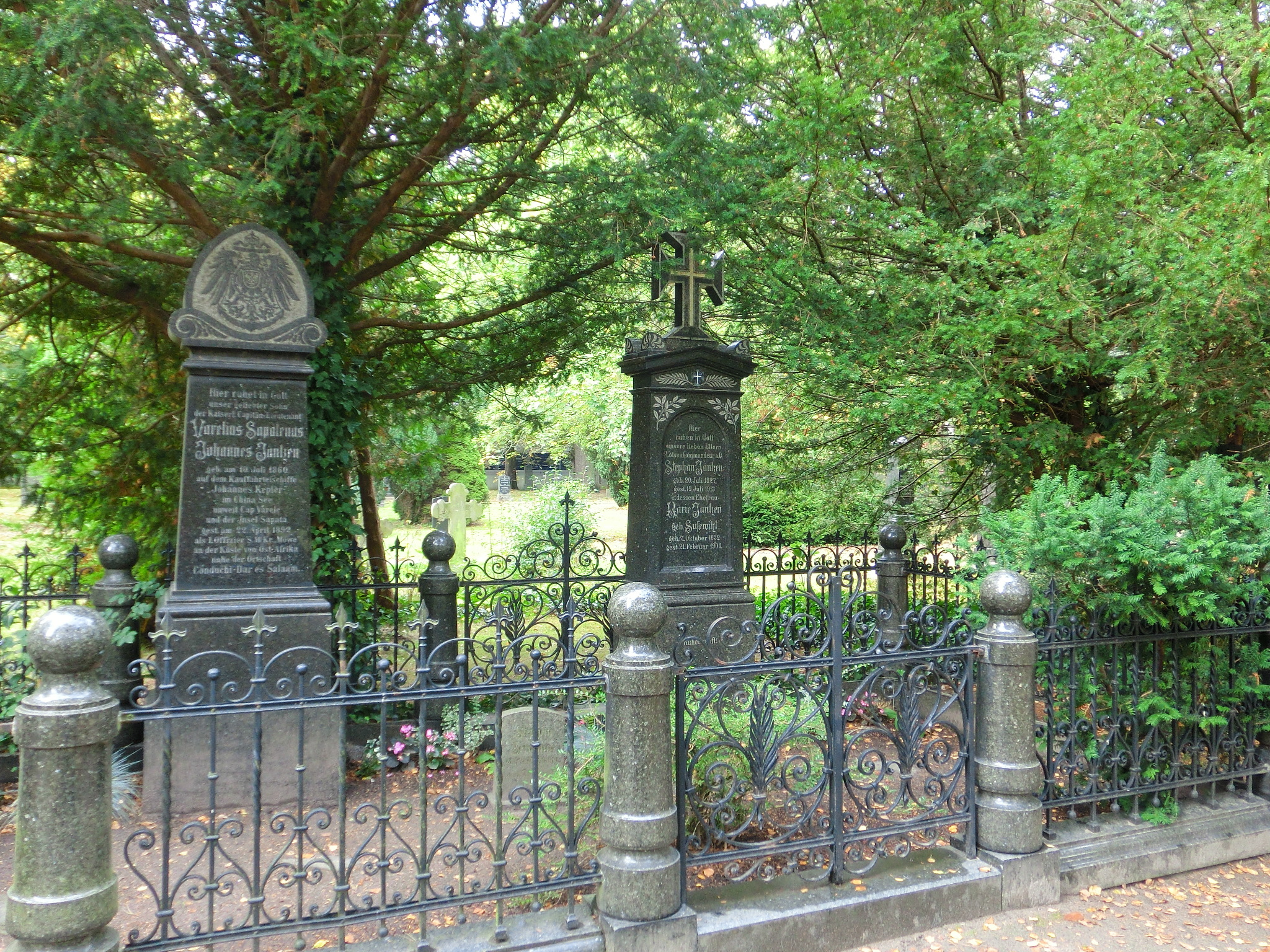
Parkanlage „Alter Friedhof“
Grab von Lotsenkommandeur Stephan Jantzen (rechts)

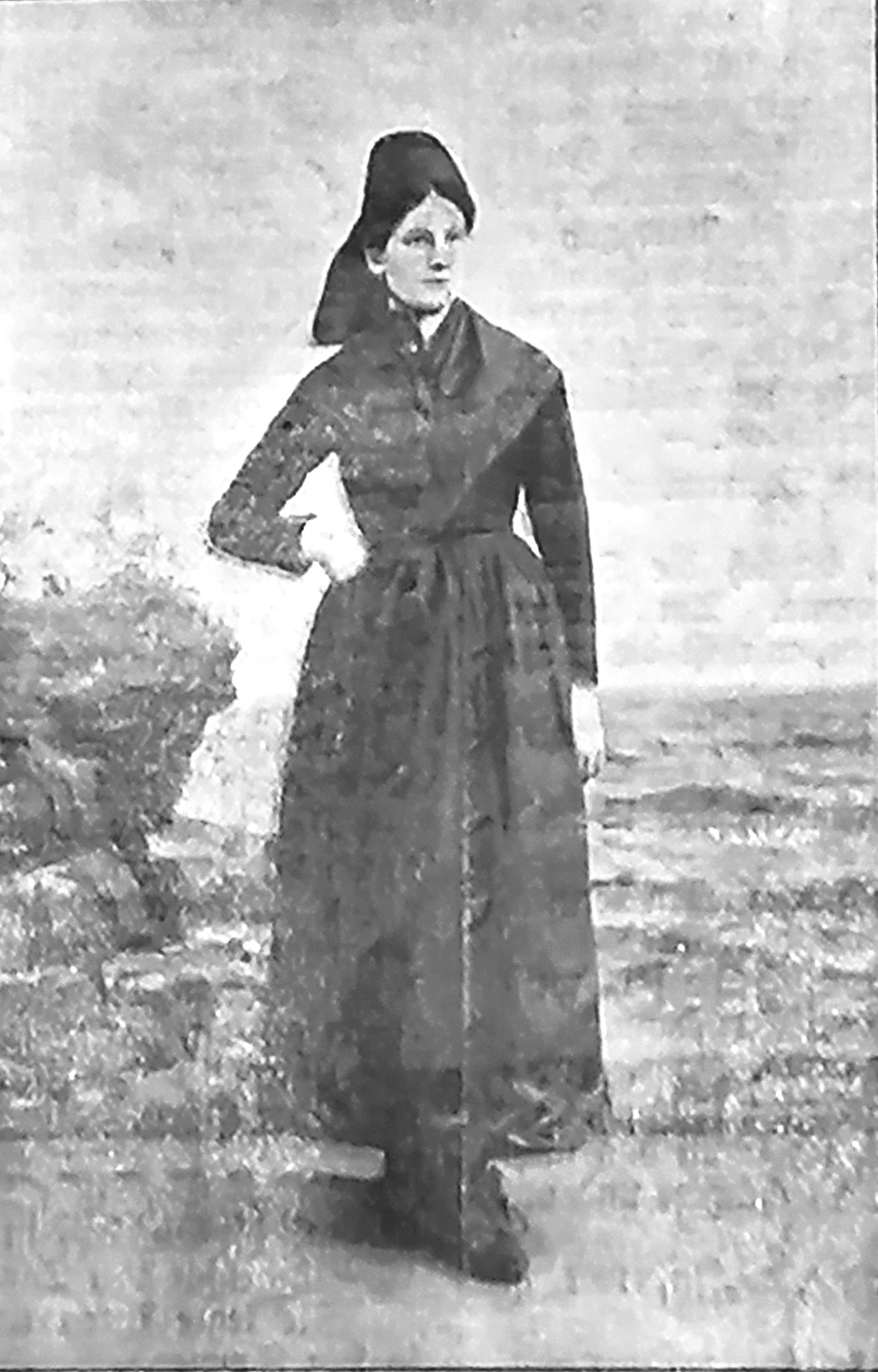
Warnemünder-in im mecklen-burgischen Trachtenfest zu Rostock (1907)

Die Seepromenade beginnt an der Straße Am Leuchtturm. Sie verläuft direkt hinter den Dünen und wird auf zwei Kilometern zum Planetenwanderweg. Entlang des Lehrpfads haben Mitarbeiter der Sternwarte Rostock astronomische Schautafeln aufgestellt, die beginnend mit dem Zentralstern Sonne über alle Planeten unseres Sonnensystems im richtigen Maßstab zueinander informieren. Sowohl vom Lehrpfad als auch von der Seepromenade kann der Strand von Warnemünde über Strandaufgänge betreten werden. Der Strand ist über drei Kilometer lang, steinfrei und wird in Richtung Steilküste Stoltera immer schmaler.
Der Kurpark liegt zwischen Seepromenade und dem Warnemünder Ortskern. Er wurde 1910 angelegt. An den Kurpark grenzt der Kurhausgarten mit seiner Freilichtbühne, auf der im Sommer regelmäßig Konzerte stattfinden.

### Musik
In Warnemünde sind viele Musiker und Gruppen zu Hause, die kulturelle Höhepunkte mitgestalten, wie der Shantychor De Klaashahns, die Folkgruppe De Plattfööt, TonArt, Irish Coffee und Heide Mundo.

### Veranstaltungen
|  |  |

- Die Warnemünder Woche ist eine internationale Segelveranstaltung.
- Die Hanse Sail findet jährlich im Rostocker Stadthafen und in sowie vor Warnemünde statt.

## Bildung und Forschung
Die Grundschule Heinrich Heine steht in der Nähe der Seepromenade.
Die ecolea | Internationale Schule ist ein Gymnasium in freier Trägerschaft. Sie hat ihren Sitz in der Fritz-Reuter-Straße, der ehemaligen Realschule.
Die ecolea | Private Berufliche Schule ist eine staatlich anerkannte Höhere Berufsfachschule, an der die Ausbildungen zum Physiotherapeuten, zum Rettungsassistenten, zum Masseur oder Medizinischen Bademeister, zum Sozialassistenten und zum Erzieher absolviert werden können.
Die Hochschule Wismar unterhält in Warnemünde ihren Bereich „Seefahrt“ mit dem Maritimen Simulationszentrum Warnemünde.
Das Leibniz-Institut für Ostseeforschung Warnemünde ist eine außeruniversitäre Forschungseinrichtung, die sich der interdisziplinären Meeresforschung in Küsten- und Randmeeren widmet. Der Schwerpunkt der Arbeiten liegt in der Erforschung des Ökosystems der Ostsee. In den vier Sektionen des IOW werden Forschungen zur Physikalischen Ozeanographie, Meereschemie, Biologischen Meereskunde und Marinen Geologie durchgeführt. An den Universitäten Rostock und Greifswald ist das IOW mit eigenen Lehrveranstaltungen vertreten.
Die Fakultät für Informatik und Elektrotechnik der Universität Rostock hat ein Institut in Warnemünde eingerichtet.

## Sport
Aufgrund der geringen Strömung und der guten Windverhältnisse eignet sich das Segelrevier vor Warnemünde für Kitesurfen, Wellenreiten, Windsurfen, Tauchen und Schwimmen. Aber auch am Strand kann sportlichen Aktivitäten wie Drachensteigen, Nordic Walking, Beachvolleyball und Ultimate nachgegangen werden. In einigen Sportarten finden internationale Wettbewerbe in Warnemünde statt.
In Warnemünde sind drei Segelvereine ansässig, der Warnemünder Segelclub (WSC), der Akademische Segelverein Warnemünde (ASVW) und der Kuttersegelclub Warnemünde (KSC), die unter anderem junge Segeltalente fördern und bei der Organisation der Warnemünder Woche maßgeblich beteiligt sind.
Der Sportverein Warnemünde wurde 1990 gegründet. Im Volleyball spielen die Herren in der 2. Bundesliga und die Frauen in der Regionalliga. Im Handball wird gespielt mit fünf Männer-, zwei Frauenteams sowie über Jugendmannschaften von den Minis bis zur A-Jugend. Einmal jährlich findet der Warnemünde Cup mit Mannschaften aus ganz Deutschland statt. Die Fußballabteilung wurde 1999 in den SV Warnemünde Fußball ausgelagert; er spielt in der Landesklasse Mecklenburg-Vorpommern.
Bei der Hochschulsportgemeinschaft Warnemünde von 1971 mit zehn Sportabteilungen dominiert die Wasserball-Sparte. Sie ist heute in Lütten Klein ansässig.
Zu den jährlichen Höhepunkten am Strand von Warnemünde zählt das Frisbee-Turnier Sun of the Beach.
300 Sportler aus 15 Nationen nehmen seit Mitte der 1990er Jahre jährlich am DLRG Cup teil, einem internationalen Freigewässer-Rettungsschwimmwettkampf. 2008 wurde die Weltmeisterschaft im Rettungsschwimmen in Warnemünde durchgeführt.
Der Warnemünder Strand wird auch jährlich zu Beachvolleyballturnieren genutzt, wie zum Beispiel den zwei AnBagger Cups und bei der Ermittlung der Landesrangliste von Mecklenburg-Vorpommern.

## Kirchen

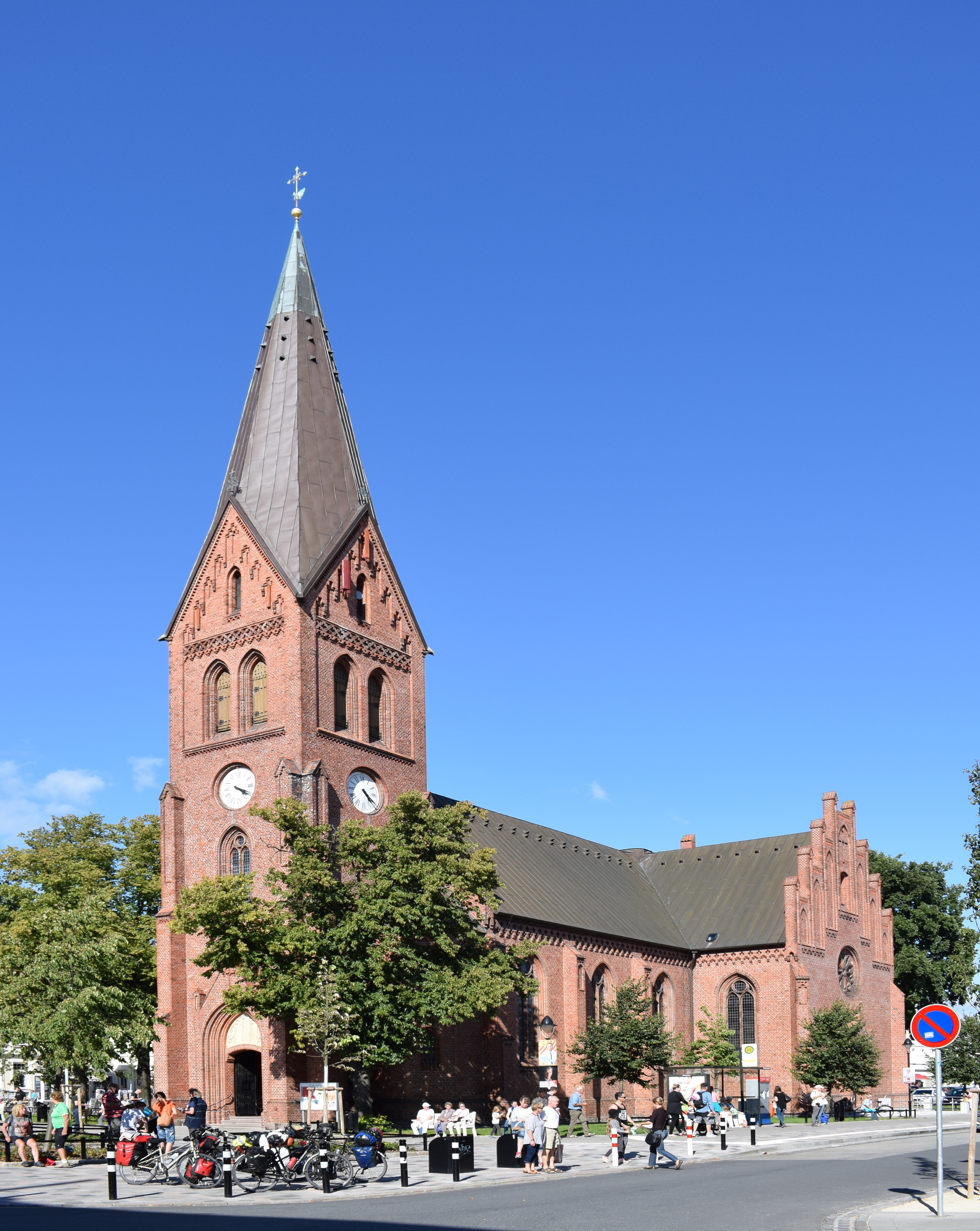
Evangelische Kirche

In Warnemünde gibt es drei christliche Gemeinden,
- die Evangelisch-Lutherische Kirchgemeinde mit der neugotischen Kirche Warnemünde von 1871 im Ortszentrum,
- die Katholische Kirchengemeinde Maria Meeresstern,
- die Neuapostolische Kirche.

## Wirtschaft und Verkehr

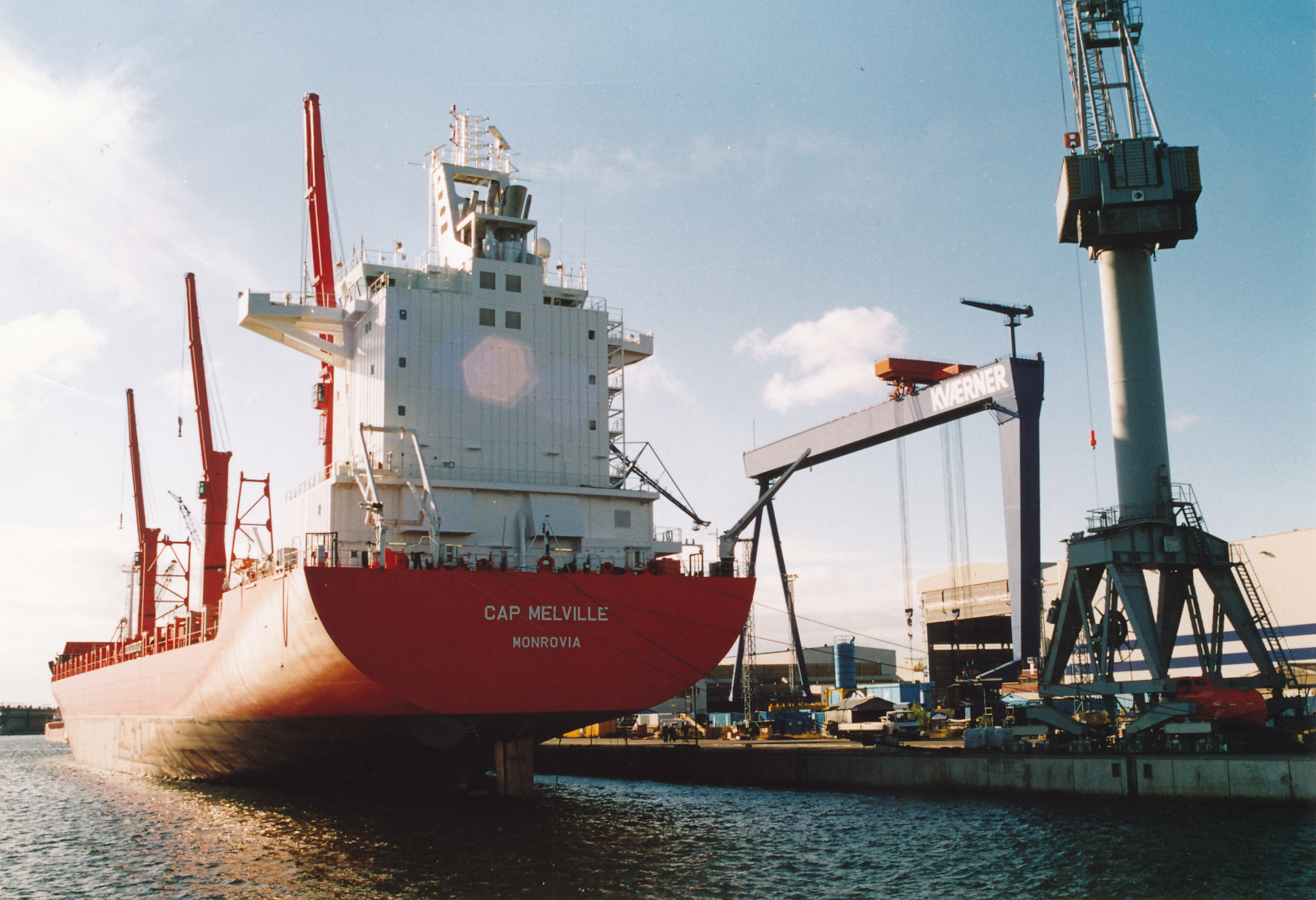
Werftarbeiten an einem Containerschiff

### Wirtschaft
Der Tourismus ist ein bedeutender Wirtschaftszweig in Warnemünde. Auch die Fischerei war und ist prägend für den Ort.

#### Werft
Auf dem Gelände der Kröger Werft wurde ab 1946 die  Warnowwerft aufgebaut, die ab 1960 größter Schiffbaubetrieb der DDR war. 1990 wurde die Warnow-Werft Warnemünde GmbH gegründet, die nach der Übernahme durch den Kværner-Konzern unter dem Namen Kværner Warnow Werft Rostock GmbH firmierte. In den 1990er Jahren wurde die Werft umfassend erneuert und große Teile der Produktionsanlagen neu gebaut. Nach verschiedenen Firmenübernahmen und einem Insolvenzantrag im Juni 2009 gab es von 2009 bis 2016 als Eigentümer die Nordic Yards; von 2016 bis 2022 firmierte die Werft als MV Werften Rostock. Nach der Insolvenz der MV Werften wurde der Standort durch die Bundesrepublik Deutschland erworben und wird seit 1. August 2022 als Teil des Marinearsenals unter dem Namen Marinearsenal Warnowwerft betrieben.

#### Kreuzfahrt
Die Ankünfte von Kreuzfahrtschiffen sind ein wichtiger wirtschaftlicher und touristischer Faktor. 1990 waren erst drei Ankünfte in Warnemünde zu verzeichnen, für 2012 wurde mit 181 Ankünften und 300.000 Passagieren (Einfachzählung) von 40 verschiedenen Kreuzfahrtschiffen sowie 24 internationalen Reedereien ein deutscher Rekord erreicht. Rostock-Warnemünde ist damit der größte Kreuzfahrthafen Deutschlands. 2013 wurde der Rekord mit 198 noch einmal übertroffen. Für die Saison 2014 und 2015 hat die Hafenentwicklungsgesellschaft jeweils 182 und für 2016 insgesamt 181 Buchungen für Kreuzfahrtanläufe verzeichnet, im Jahr 2016 wurden zudem 766.000 Passagiere in Warnemünde abgefertigt.

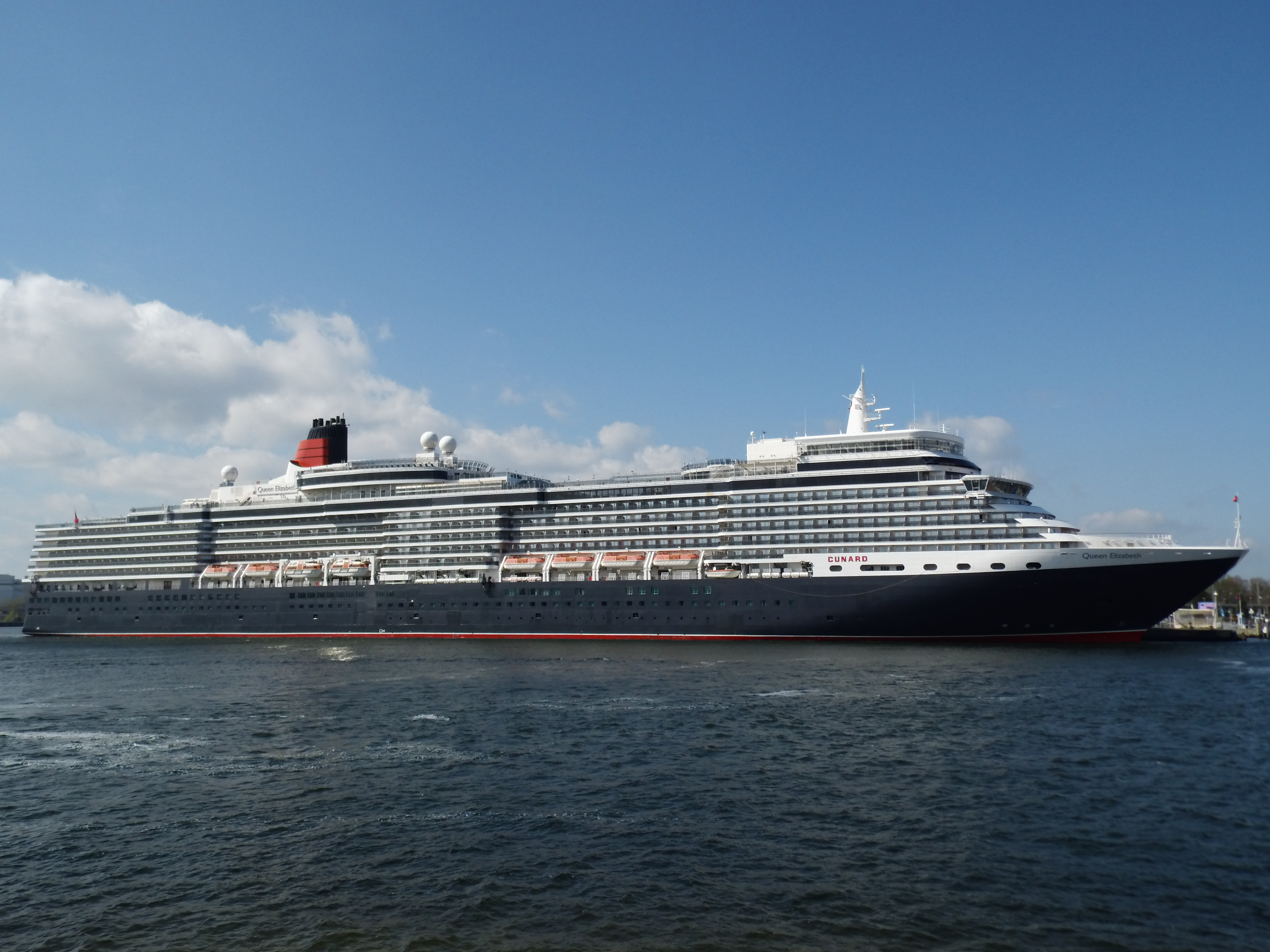
Cunard Line Queen Elizabeth, 2013

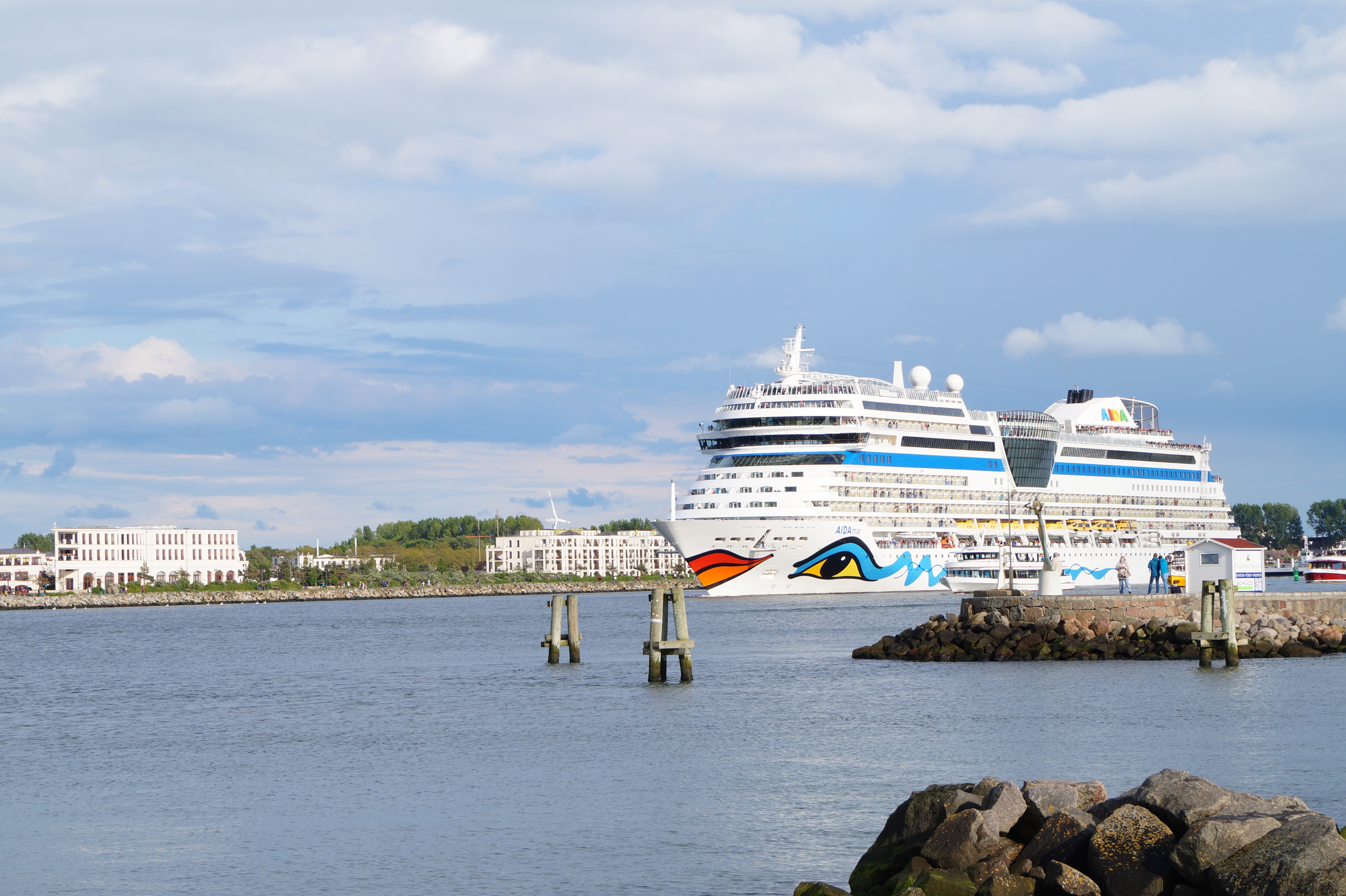
AIDAmar beim Auslaufen aus Warnemünde 2015

Am 1. Mai 2005 wurde ein neues Cruise Center bzw. Kreuzfahrtterminal eröffnet, um die Passagiere besser abfertigen zu können. Viele Passagiere der anlegenden Schiffe unternehmen Tagestouren nach Hamburg, Rostock oder Berlin. Zahlreiche Kreuzfahrtunternehmen, wie die Norwegian Cruise Line, Princess Cruises, Costa Crociere und MSC Kreuzfahrten (seit 2014) nutzen Warnemünde für einen Teilpassagierwechsel, die Carnival Corporation & plc mit ihrer Marke AIDA Cruises als Basishafen mit Vollpassagierwechsel für Nordlandkreuzfahrten in der Sommersaison.

#### Luft- und Raumfahrt
Rostock-Warnemünde hat eine bedeutende Geschichte als Standort der Luft- und Raumfahrtindustrie und war zu Vorkriegszeiten eine der innovativsten Produktionsstätten weltweit. Seit der deutschen Wiedervereinigung im Jahr 1990 konnte sich die Branche wieder etablieren. Mehrere Airbus-Zulieferer mit insgesamt rund 1000 Mitarbeitern haben sich rund um Warnemünde angesiedelt, wie die RST Rostock-System-Technik GmbH, die sich am 2007 eröffneten Zentrum für Luft- und Raumfahrt des Technologieparks Warnemünde befindet. Dort wird gemeinsam mit dem Deutschen Zentrum für Luft- und Raumfahrt (DLR) auch an der Entwicklung der europäischen Satellitennavigation Galileo gearbeitet, mit dem Projekt „Sea Gate“ für Schiffssteuerung.
Historisch entstand in Warnemünde mit den Ernst Heinkel Flugzeugwerken im Jahr 1922 einer der größten Flugzeugbauer der ersten Hälfte des 20. Jahrhunderts. Die Heinkel He 178 war das weltweit erste Düsenflugzeug und hatte ihren Jungfernflug am 27. August 1939 über Rostock-Marienehe. Seit 1921 gab es in Warnemünde zudem die Arado Flugzeugwerke und ab 1923 den Walther-Bachmann-Flugzeugbau.
Für die Aufrüstungspolitik ab 1933 wurden die meisten Firmen enteignet bzw. mussten auf Militärfertigung umstellen. Auch Bachmann-Flugzeugbau zog daher 1934 nach Ribnitz. Spätestens zu DDR-Zeiten wurden ab 1961 praktisch alle Unternehmen der Branche enteignet und z. B. auf landwirtschaftliche Produktion umgerüstet oder vollständig liquidiert.

### Verkehr

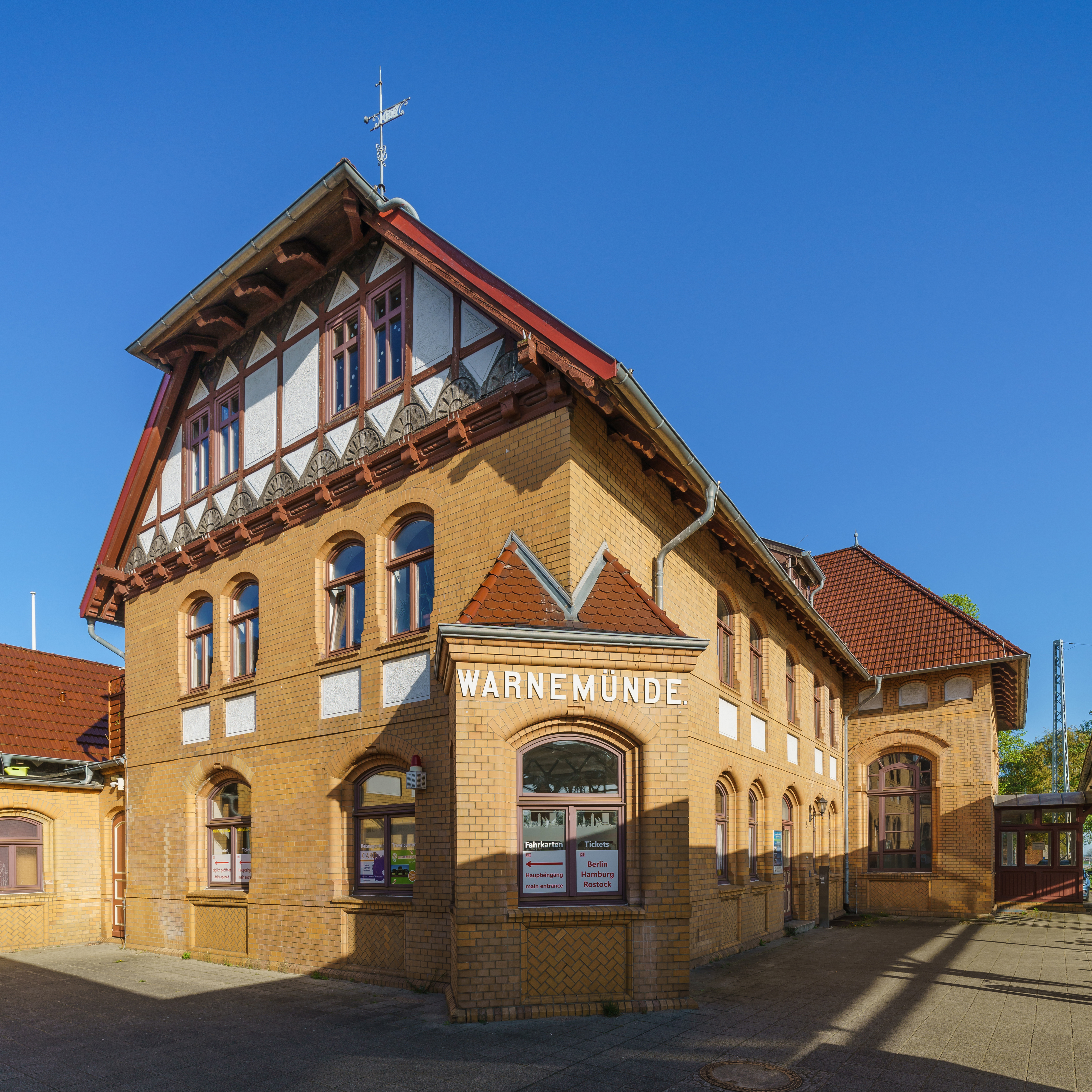
Bahnhof Warnemünde

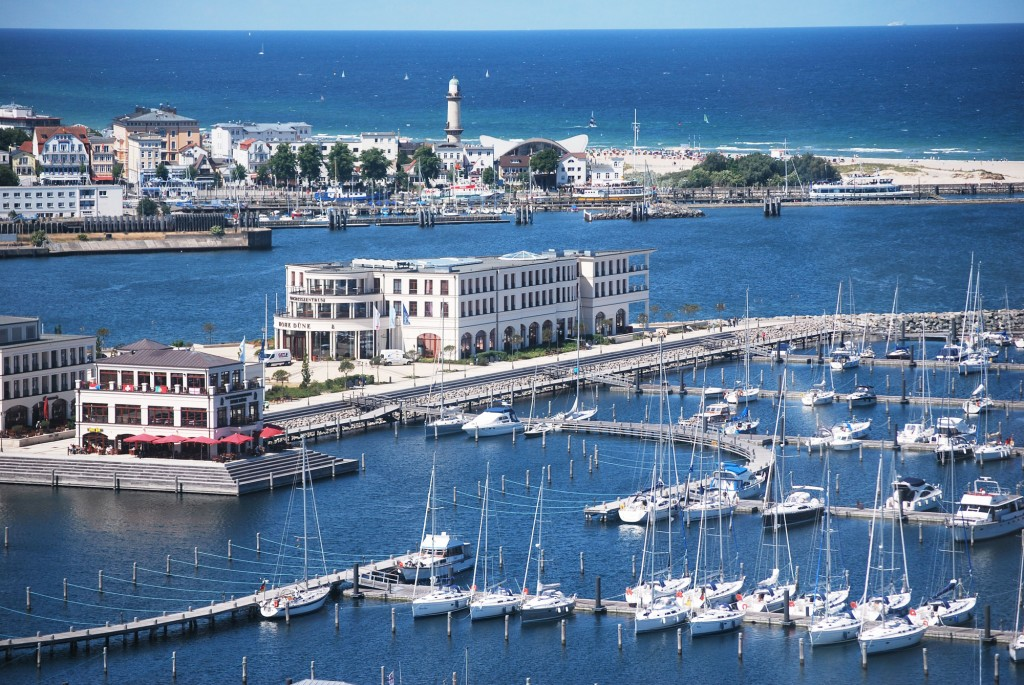
Yachthafen Hohe Düne, dahinter der Neue Strom/ Seekanal und der Alte Strom

Warnemünde ist seit 1886 mit der Lloyd-Bahn erreichbar. Der Bahnhof Warnemünde ist seit 1974 der Endpunkt der S-Bahn Rostock. Auch Fernzüge verbinden ihn mit verschiedenen Städten in Deutschland.
Die Bahnhofsbrücke Warnemünde, eine Drehbrücke von 1903 über die Warnow, verbindet als Fußgängerbrücke über den Alten Strom hinweg den Warnemünder Bahnhof auf der Mittelmole und den westlich gelegenen Ortskern.
Die Buslinien 36, 37 und F1 der Rostocker Straßenbahn AG erschließen den Ortsteil. Aus dem Landkreis kommt man mit der Linie 119 (Rebus Regionalbus Rostock) von Bad Doberan über das Ostseebad Nienhagen und eine Reihe anderer küstennaher Ortschaften direkt nach Rostock-Warnemünde.
Warnemünde wird durch den Zubringer der Bundesstraße 103 über die Auffahrt 14 (Rostock-West) mit der Bundesautobahn 20 und den benachbarten südlichen Ortsteilen verbunden. Die Landesstraße L12 verbindet Warnemünde nach Westen mit Bad Doberan. Nach Osten erreicht man mit der Autofähre über den Seekanal den Ortsteil Hohe Düne und dann über die Kreisstraße K43 Markgrafenheide und Hinrichshagen. Von dort kommt man über die Landesstraßen L22 bzw. L221 zur Bundesstraße 105. Dies ist der kürzeste Weg, um in die Rostocker Heide, auf den Darss oder nach Stralsund zu gelangen.
Warnemünde ist an den Ostseeküsten-Radweg angeschlossen, welcher als eine der europäischen EuroVelo-Routen die Ostsee umrundet.
Das Warnemünde Cruise Center wurde 2005 eröffnet. 2018 verzeichnete der Kreuzfahrthafen über 200 Kreuzfahrtankünfte von 44 Schiffen in Warnemünde und dem Rostocker Überseehafen.
Verschiedene Reedereien bieten Hafenrundfahrten und einen Strandliniendienst zwischen dem Rostocker Stadthafen und Warnemünde sowie nach Kühlungsborn, Graal-Müritz, Markgrafenheide und Schnatermann an.
Eine Autofähre verbindet Warnemünde mit Hohe Düne.

### Rettungsstation der DGzRS
Die Seenotrettungsstation Warnemünde wird seit 1866 von der Deutsche Gesellschaft zur Rettung Schiffbrüchiger (DGzRS) betrieben. 1913 erhielt die Station eines der ersten Motorrettungsboote. Nach dem Zweiten Weltkrieg übernahm das Seefahrtsamt der DDR die Seenotrettung und beschaffte wieder neue Rettungsgerätschaften und später auch größere Rettungsschiffe. Seit der Wende und Reintegration der Station in das Netz der DGzRS stationierte die Gesellschaft im Alten Strom einen Seenotrettungskreuzer.

## Persönlichkeiten

### Söhne und Töchter

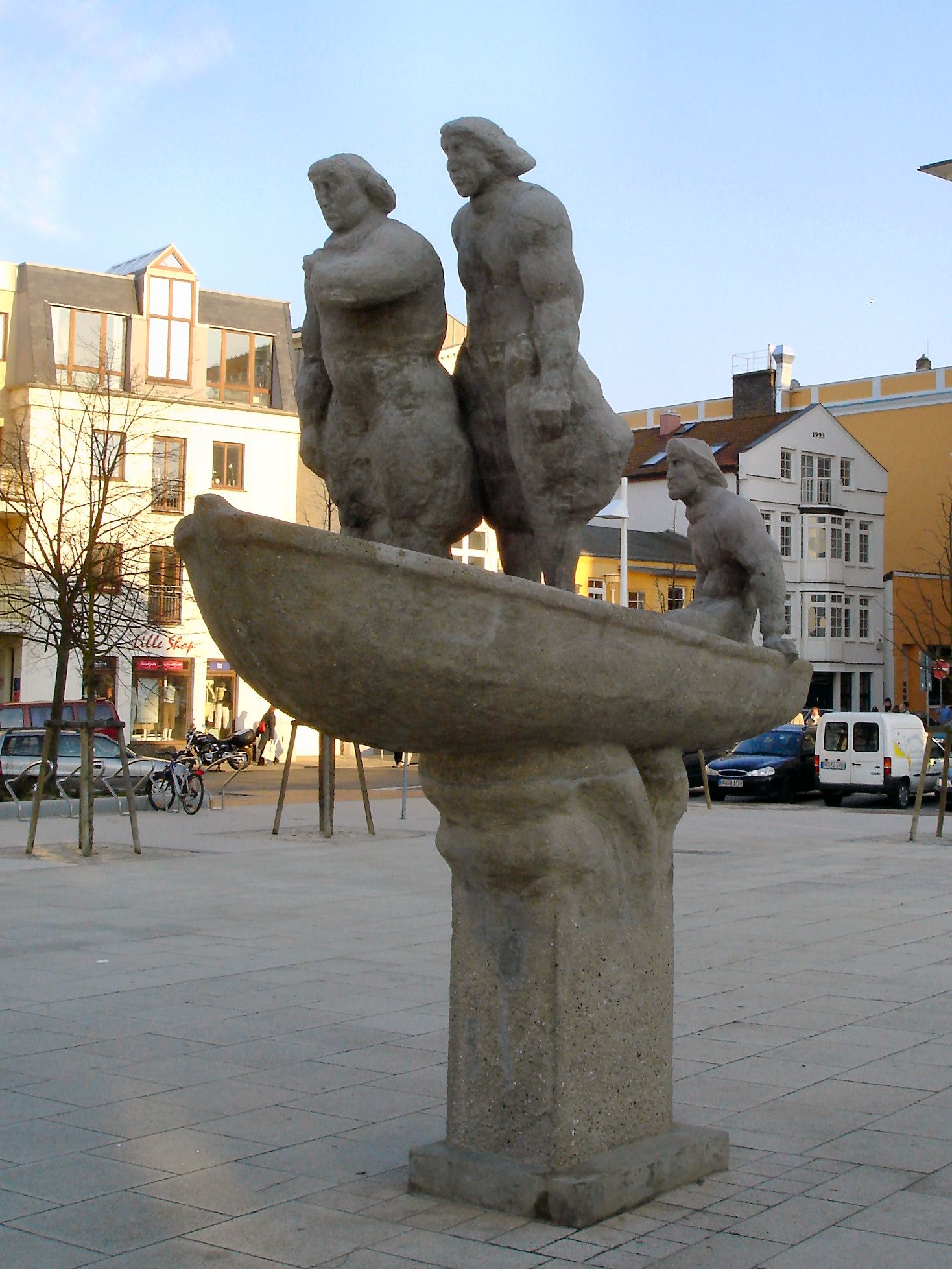
Denkmal Lotsenehrung für Stephan Jantzen

- Stephan Jantzen (1827–1913), Seemann, Lotsenkommandeur und Seenotretter
- Heinrich Podeus (1832–1905), Kapitän und Unternehmer
- Fritz Neumann (1854–1934), Romanist
- Paul Lindemann (1871–1924), dritter Oberbürgermeister von Kiel
- Hans Seehase (1887–1974), Ingenieur und Erfinder
- Hedwig Anke (1902–1983), Fischfrau, auf deren Wirken die Symbolfigur Min Herzing zurückgeht
- Werner Schmidt-Boelcke (1903–1985), Komponist und Kapellmeister
- Walter Kröger (1912–1991), Flugzeugingenieur und Luftfahrtpionier
- Karl Heinz Robrahn (1913–1987), Lyriker
- Albrecht Hennings (* 1920), Filmarchitekt
- Maria-Viktoria Hasse (1921–2014), Mathematikerin
- Horst Köbbert (1928–2014), Entertainer, Sänger und Fernsehmoderator
- Hartwig Eschenburg (1934–2025), Kirchenmusiker
- Norbert Werbs (1940–2023), Theologe und Weihbischof
- Vera Schneidenbach (* 1941), Sängerin
- Horst D. Schulz (* 1942), Geochemiker und Hydrogeologe
- Klaus-Peter Schmitz (* 1946), Ingenieurwissenschaftler, Hochschullehrer
- Franz-Heinrich Beyer (* 1949), evangelischer Theologe
- Siegfried Wittenburg (* 1952), Fotograf und Autor
- Michael Mücke (* 1953), Volleyball-Trainer
- Kirsten Emmelmann (* 1961), Leichtathletin und Olympiamedaillengewinnerin
- Michael Niekammer (* 1961), Sänger, Schauspieler, Textautor und Künstlermanager
- Simone Tippach-Schneider (* 1962), Publizistin und Ausstellungsmacherin
- Nils Busch-Petersen (* 1963), Politiker und Jurist
- Matthias Hahn (* 1965), Handballspieler
- Jörg Benedict (* 1966), Rechtswissenschaftler
- Wilfried Eisenberg (* 1968), Manager
- Anke John (* 1968), Historikerin, Professorin für Geschichtsdidaktik
- Jörn Lenz (* 1969), Fußballspieler

### Persönlichkeiten, die vor Ort wirken oder gewirkt haben

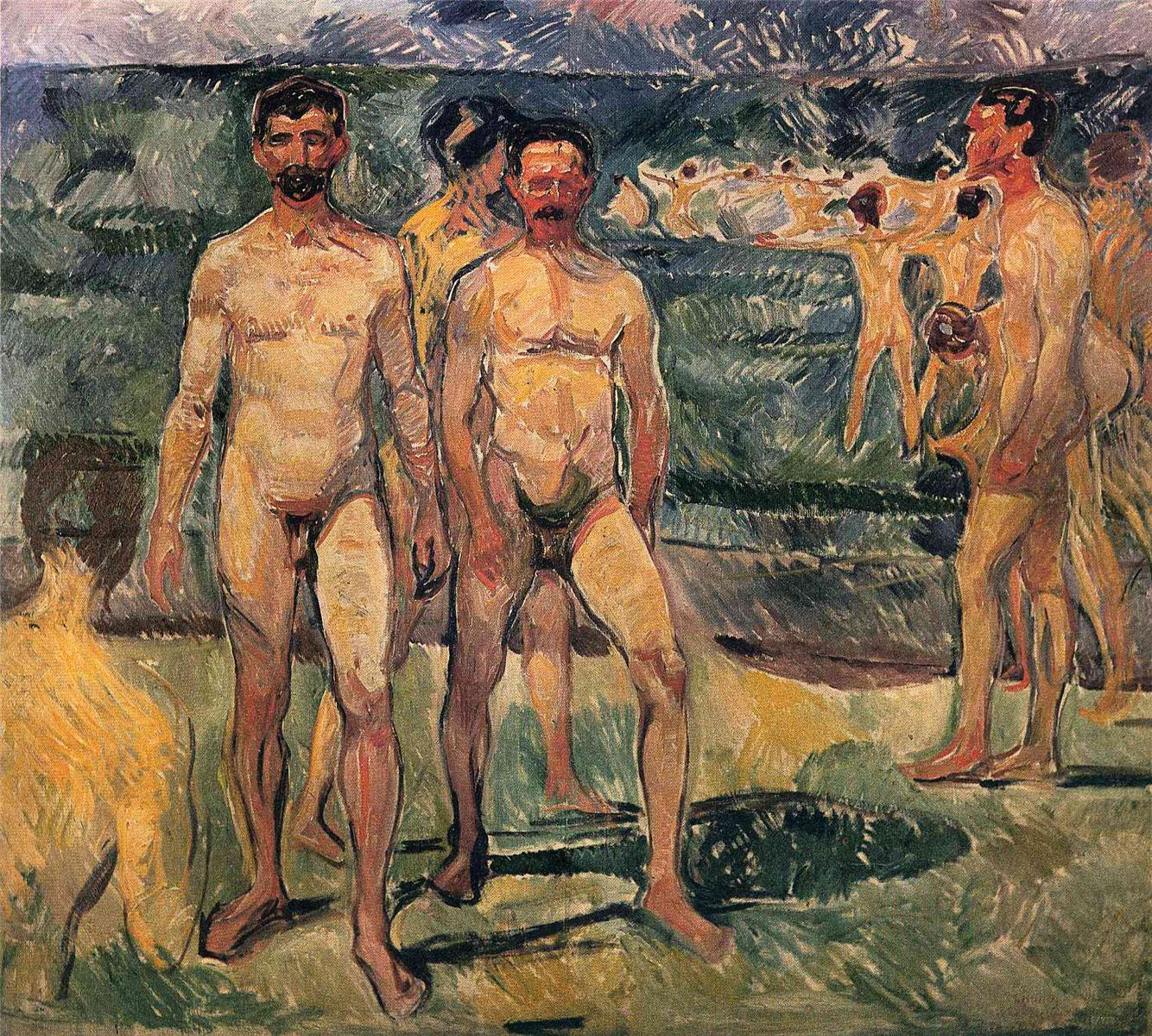
Das Bild „Badende Männer“ von Edvard Munch entstand 1907/1908 in Warnemünde

- Friedrich Flügge (1817–1898), Großherzoglich-mecklenburgischer Oberpostamtsdirektor, hatte großen Anteil an der Errichtung der Fährverbindung Warnemünde-Gedser
- Edvard Munch (1863–1944), norwegischer Maler und Grafiker, arbeitete zeitweise in Warnemünde
- Anna Ahrens  (1865–1946), Schriftstellerin, unterhielt ein Pensionat in Warnemünde
- Gustav Wilhelm Berringer (1880–1953), Architekt, Erbauer des Kurhauses
- Walter Butzek (1886–1965), Architekt, war am Bau des Kurhauses beteiligt
- Ernst Heinkel (1888–1958), Flugzeugkonstrukteur und Industrieller
- Friedrich Barnewitz (1889–1948), Volkskundler, Gründung des Heimatmuseums Warnemünde
- Arthur Neumann (1890–1974), flog als erster Pilot ein Motorflugzeug nördlich des 80. Breitengrades, lebte und starb in Warnemünde
- Karl Eschenburg (1900–1947), Fotograf
- Gotthilf Hempel (* 1929), Meeresbiologe, war von 1992 bis 1994 Direktor des Instituts für Ostseeforschung in Warnemünde
- Ulrich Müther (1934–2007), Bauingenieur und Bauunternehmer, Erbauer des Teepotts
- Klaus Lass (* 1950), Musiker und Sänger, lebt in Warnemünde
- Mathias Rieck (* 1979), Segelsportler, Mitglied im Warnemünder Segelclub

## Weblinks

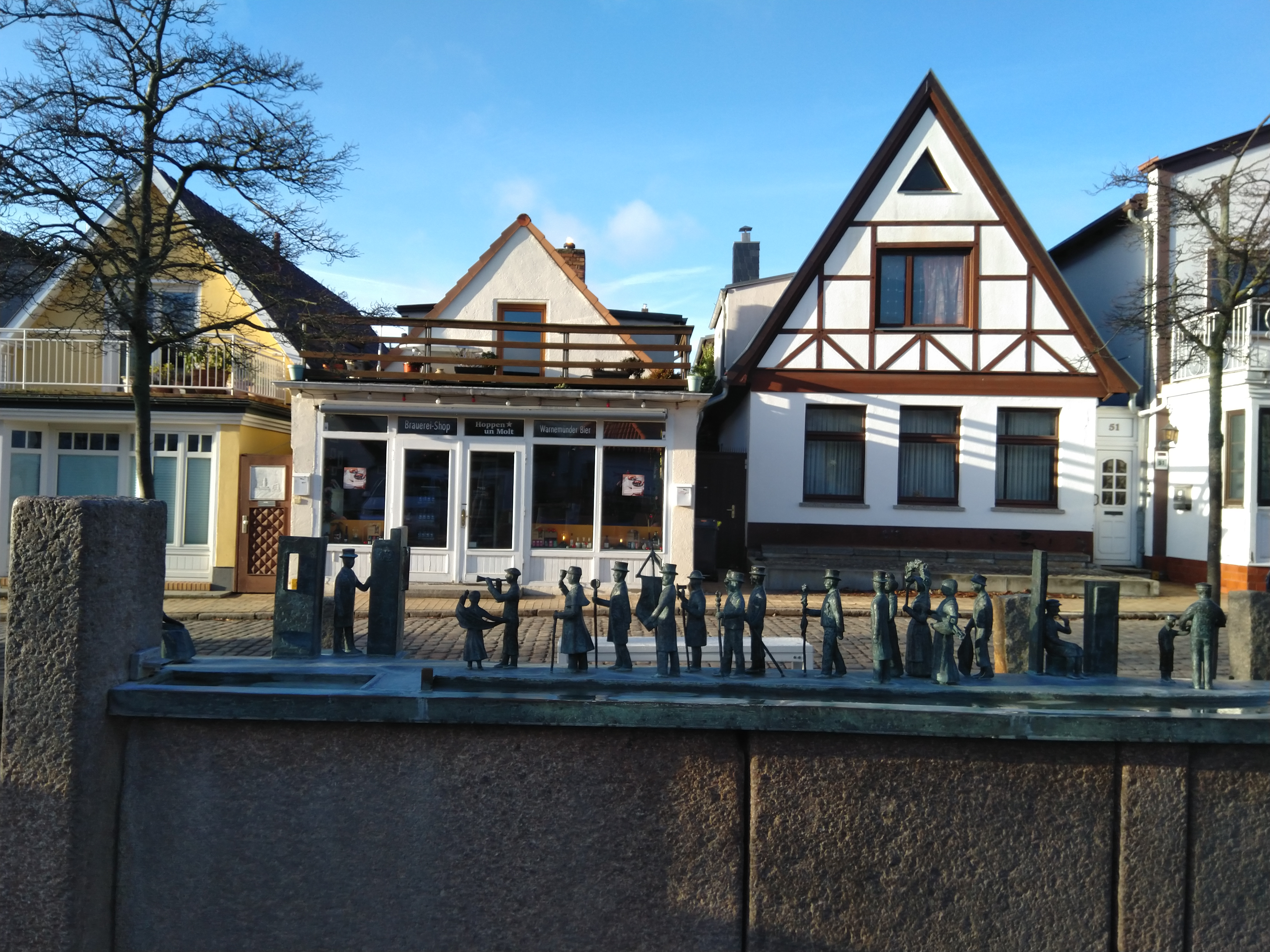
„Warnminner Ümgang“

## Klimatabelle
|                       | Jan  | Feb  | Mär | Apr  | Mai  | Jun  | Jul  | Aug  | Sep  | Okt  | Nov | Dez  |   |      |
| Mittl. Tagesmax. (°C) | 2,2  | 2,9  | 6,1 | 10,0 | 15,6 | 18,9 | 20,5 | 20,7 | 17,5 | 12,9 | 7,5 | 3,9  | ⌀ | 11,6 |
| Mittl. Tagesmin. (°C) | −1,9 | −1,4 | 0,7 | 3,6  | 8,0  | 11,8 | 13,7 | 13,5 | 11,0 | 7,3  | 3,2 | −0,1 | ⌀ | 5,8  |
|                       |      |      |     |      |      |      |      |      |      |      |     |      |   |      |
| Niederschlag (mm)     | 46   | 31   | 40  | 42   | 47   | 59   | 71   | 59   | 54   | 42   | 52  | 48   | Σ | 591  |
|                       |      |      |     |      |      |      |      |      |      |      |     |      |   |      |
| Sonnenstunden (h/d)   | 1,2  | 2,1  | 3,5 | 5,6  | 7,9  | 8,0  | 7,5  | 7,3  | 5,1  | 3,4  | 1,7 | 1,2  | ⌀ | 4,6  |
|                       |      |      |     |      |      |      |      |      |      |      |     |      |   |      |
| Regentage (d)         | 10   | 8    | 10  | 9    | 8    | 9    | 10   | 9    | 9    | 9    | 11  | 11   | Σ | 113  |
|                       |      |      |     |      |      |      |      |      |      |      |     |      |   |      |
| Wassertemperatur (°C) | 2    | 2    | 3   | 5    | 9    | 14   | 17   | 17   | 15   | 11   | 7   | 4    | ⌀ | 8,9  |
|                       |      |      |     |      |      |      |      |      |      |      |     |      |   |      |
| Luftfeuchtigkeit (%)  | 89   | 87   | 84  | 81   | 78   | 79   | 79   | 80   | 82   | 85   | 87  | 88   | ⌀ | 83,2 |

| −1,9 |

| −1,4 |

| 0,7 |

| 3,6 |

| 8,0 |

| 11,8 |

| 13,7 |

| 13,5 |

| 11,0 |

| 7,3 |

| 3,2 |

| −0,1 |

| −1,9 |

| −1,4 |

| 0,7 |

| 3,6 |

| 8,0 |

| 11,8 |

| 13,7 |

| 13,5 |

| 11,0 |

| 7,3 |

| 3,2 |

| −0,1 |